# Fellfarben der Hauskatze

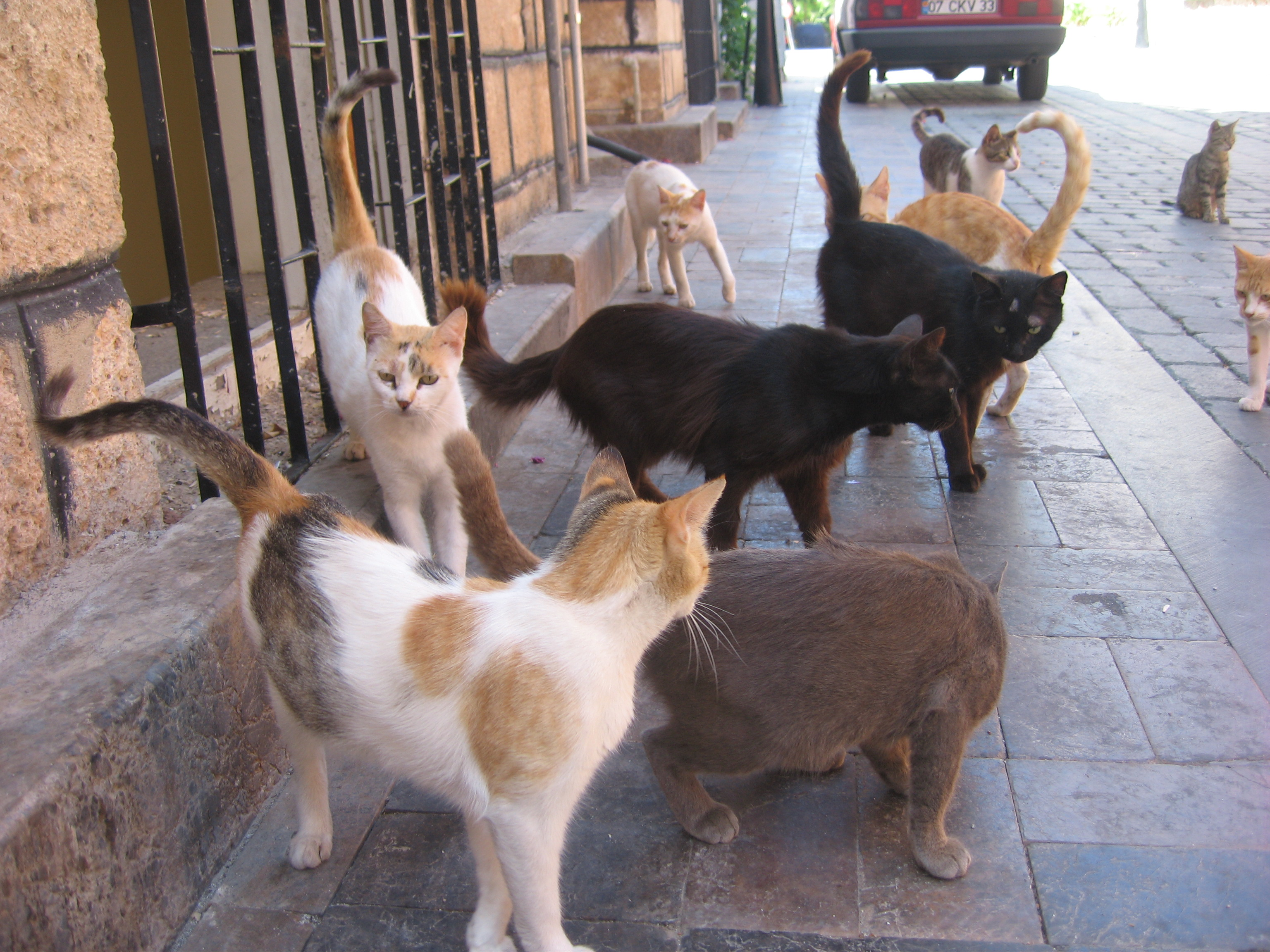
Katzen in verschiedenen Farben und Zeichnungen

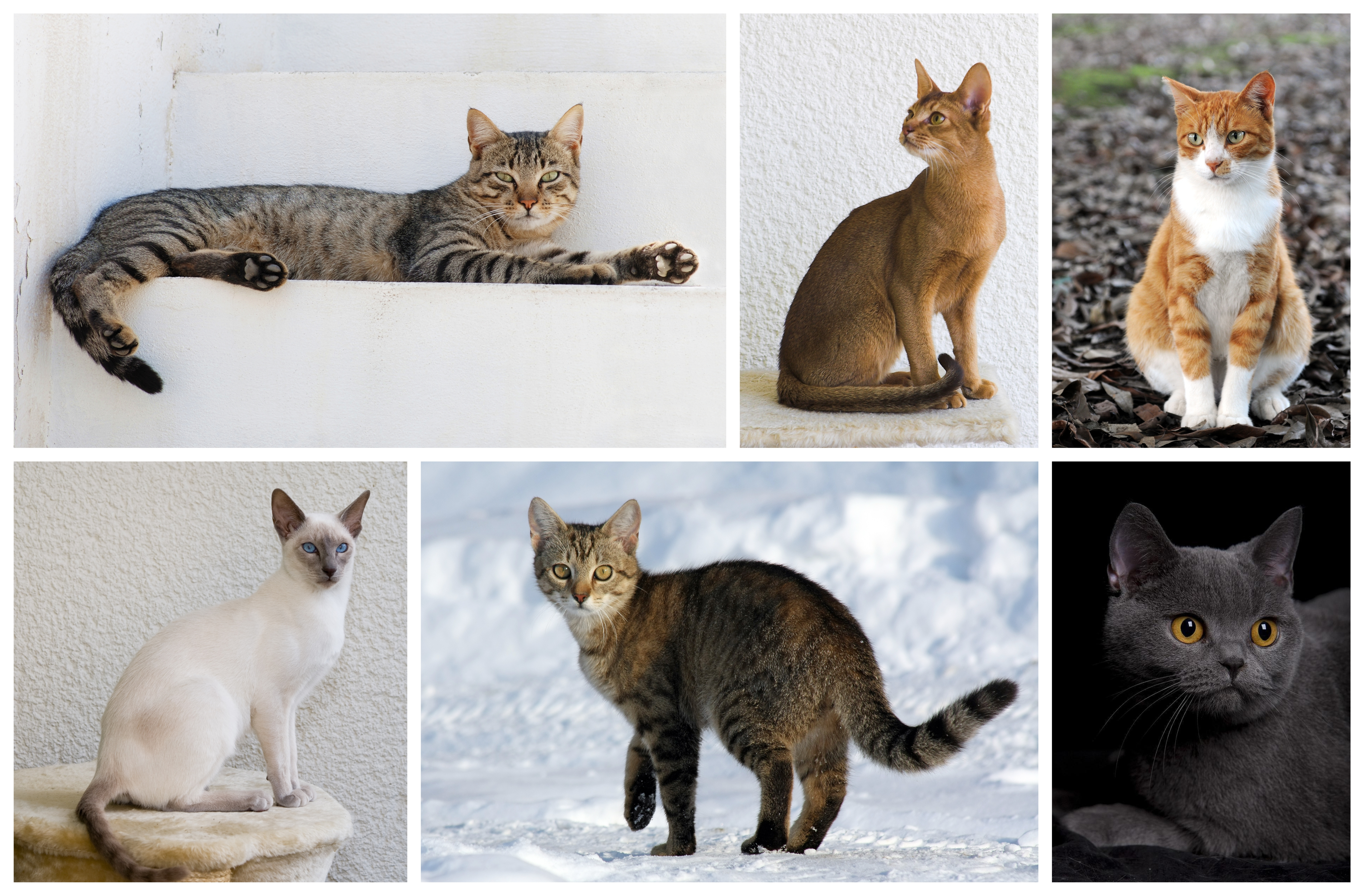
Verschiedene Hauskatzen-Züchtungen

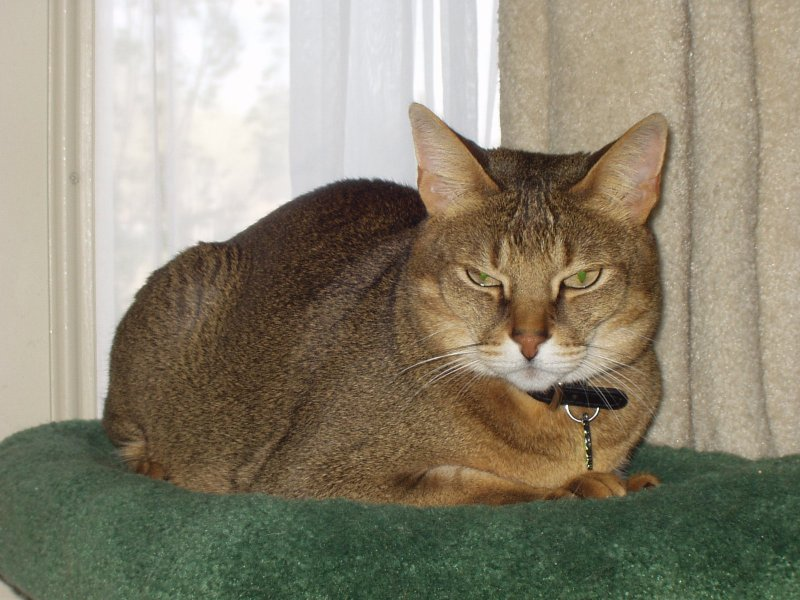
Getickte Katze

Die Hauskatze kommt in verschiedenen Fellfarben vor, die sich alle von den Farben Schwarz, Rot und Weiß herleiten. Die Farben können dicht oder verdünnt vorkommen, so ist z. B. die Farbe Blau eine Verdünnung von Schwarz. Die Benennung der Farben ist nicht einheitlich, bei manchen Rassen sind zum Teil phantasievolle Bezeichnungen für die Farben üblich. In der Kürschnerei waren andere Bezeichnungen für die Fellfarben und -muster der Hauskatze üblich (siehe hierzu Pelzarten der Hauskatzen).

## Genetische Übersicht über die Farben
Erstmals wurde das Katzengenom 2007 publiziert. Die Genbezeichnungen unterliegen keiner Normung. Deshalb sind die hier benutzten vielleicht nicht immer international zutreffend. Sie werden in der Literatur jedoch benutzt. Die Zeichnungen werden unter Tabby näher beschrieben, die Points unter Point-Katze.
| Gen  | Artübergreifender Genlocus                      | Chromosom | Farbe (D-)                                                   | verdünnt (dd und dmdm)                         | modifiziert-verdünnt (dd und Dm- ) |
| ---- | ----------------------------------------------- | --------- | ------------------------------------------------------------ | ---------------------------------------------- | ---------------------------------- |
| A    | Agouti-Locus                                    | A3        | Agouti (mit Zeichnung)                                       | –                                              | –                                  |
| a    | Agouti-Locus                                    | A3        | Nonagouti (einfarbig, ohne Zeichnung)                        | –                                              | –                                  |
| B    | Braun-Locus, Okulokutaner Albinismus Typ 3      | D4        | Schwarz (Black, Seal, Ebony, Natural)                        | Blau (Blue)                                    | Karamell (Caramel)                 |
| b    | Braun-Locus, Okulokutaner Albinismus Typ 3      | D4        | Braun (Chocolate, Chestnut, Havanna, Champagne)              | Lavendel (Lilac, Lavender, Platinum, Frost)    | Taupe (Lilac based Caramel)        |
| b1   | Braun-Locus, Okulokutaner Albinismus Typ 3      | D4        | Zimtfarben (Cinnamon, Sorrel, Honey)                         | Beige, Rehfarben, Pfirsichfarben (Fawn, Peach) |                                    |
| C    | Tyrosinase-locus, Okulokutaner Albinismus Typ 1 | D1        | Vollfarbe, ohne Points (Colouration)                         | –                                              | –                                  |
| cb   | Tyrosinase-Locus, Okulokutaner Albinismus Typ 1 | D1        | Burma Points                                                 | –                                              | –                                  |
| cbcs | Tyrosinase-Locus, Okulokutaner Albinismus Typ 1 | D1        | Tonkanese-Points (Mink)                                      | –                                              | –                                  |
| cs   | Tyrosinase-Locus, Okulokutaner Albinismus Typ 1 | D1        | Points                                                       | –                                              | –                                  |
| c    | Tyrosinase-Locus, Okulokutaner Albinismus Typ 1 | D1        | Vollständiger Albinismus (weißes Fell, rote Augen)           | –                                              | –                                  |
| D    | MLPH siehe: Dilute-Gen                          | C1        |                                                              |                                                |                                    |
| d    | MLPH siehe: Dilute-Gen                          | C1        |                                                              |                                                | −                                  |
| e    | Extension-Locus                                 | E2        | Amber                                                        | Light Amber                                    |                                    |
| e    | Extension-Locus                                 | E2        | Russet                                                       | Light Russet                                   |                                    |
| G    | c-Kit-Locus                                     |           | Gloves (weiße Handschuhe)                                    | –                                              | –                                  |
| I    | Inhibitor Locus                                 | D2        | Silber                                                       | –                                              | –                                  |
| O    | Orange-Locus                                    | X         | Rot (Red, Flame, Cameo, Auburn)                              | Creme (Cream)                                  | Apricot                            |
| S    | White Spotting Locus                            | B1        | Scheckung (White Spotting)                                   | –                                              | –                                  |
| Ta   | Ticked-Locus                                    | B1        | Abessinier-Ticking                                           | –                                              | –                                  |
| Tm   | Tabby-Locus                                     | A1        | Streifenzeichnung (mackerel)                                 | –                                              | –                                  |
| tb   | Tabby-Locus                                     | A1        | Räderzeichnung (blotched, classic)                           | –                                              | –                                  |
| Sp   |                                                 |           | Getupft (spotted tabby)                                      | –                                              | –                                  |
| W    |                                                 |           | Weiß (White)                                                 | –                                              | –                                  |
| Wb   |                                                 |           | Golden ohne Silber, Shaded, Shell oder Chinchilla mit Silber | –                                              | –                                  |

## Agouti-Locus: Einfarbige oder gemusterte Katzen
Damit eine Katze einfarbig ist, muss das Tabby-Muster von einem anderen Gen maskiert sein. Durch das Allel Nonagouti (a) des Agouti-Locus wird aus einer gemusterten Katze eine einfarbige. Gestreifte, gestromte und getickte Katzen haben das Allel A für Agouti, einfarbige Katzen haben das Allel a für Nonagouti. Rote Katzen haben immer eine sichtbare Geisterzeichnung, wirklich einfarbig rote Katzen zu züchten ist nicht möglich.

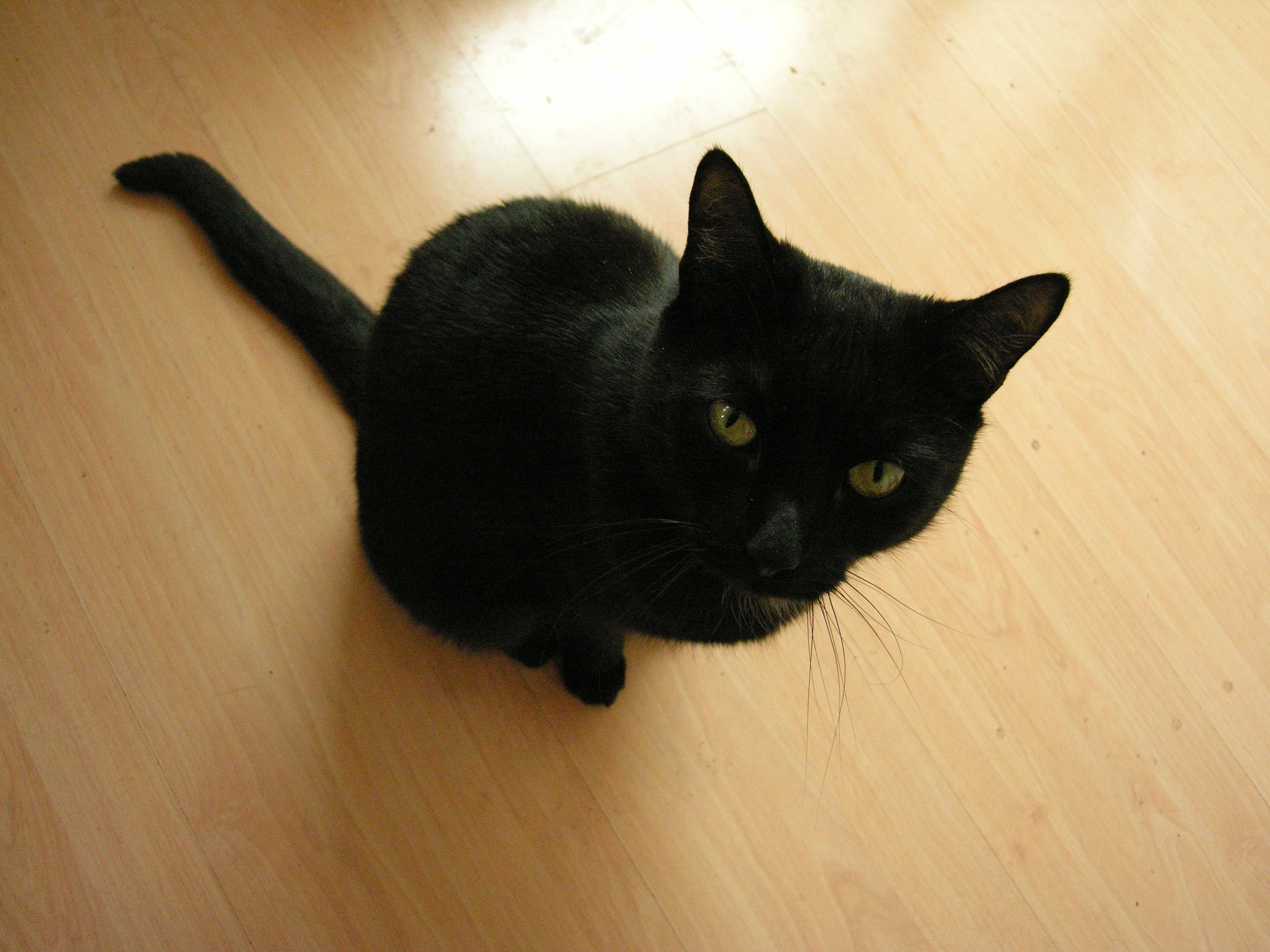
Schwarze Katze – Genotyp aa
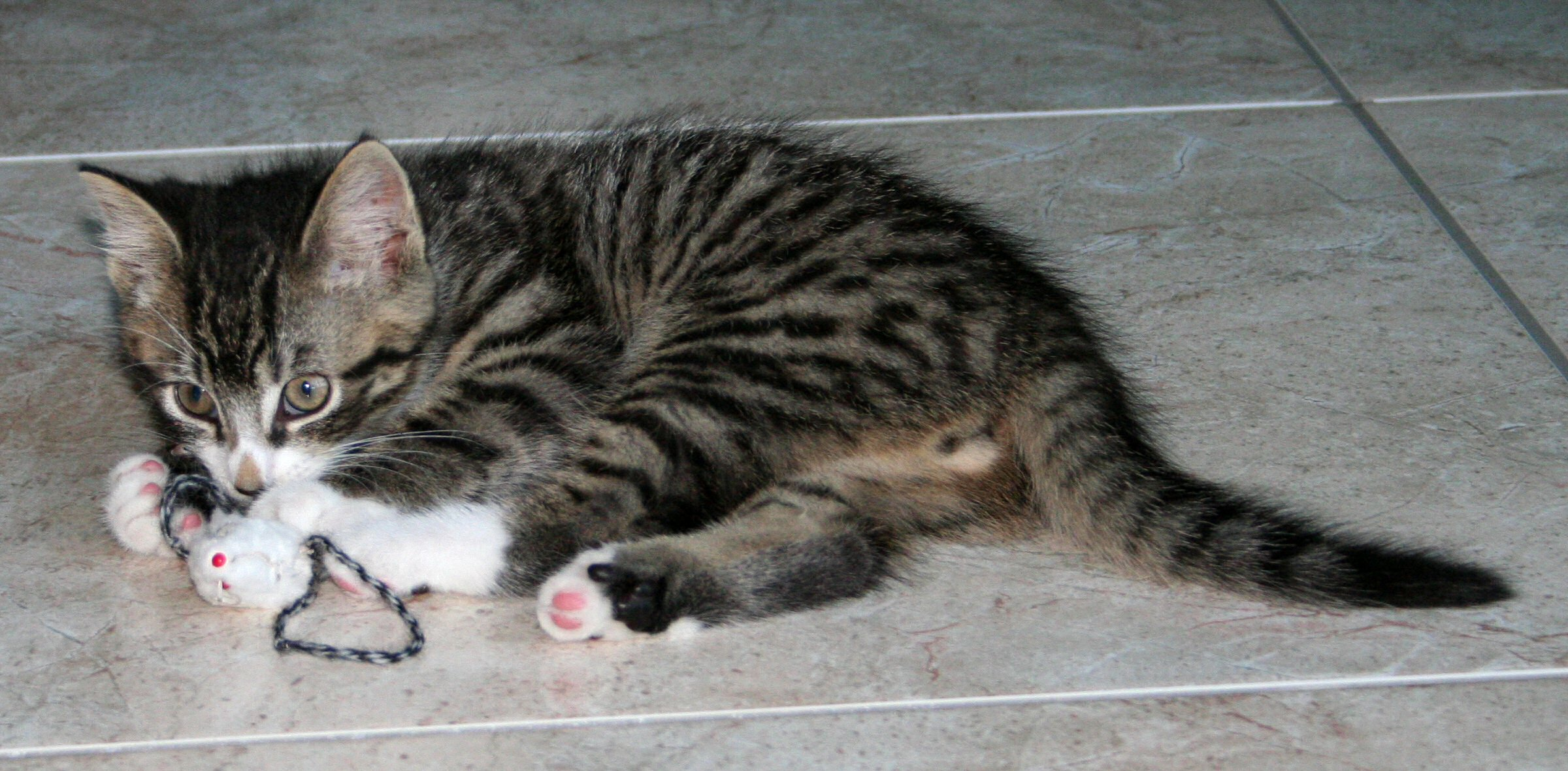
Gestreifte Katze – Genotyp AA oder Aa
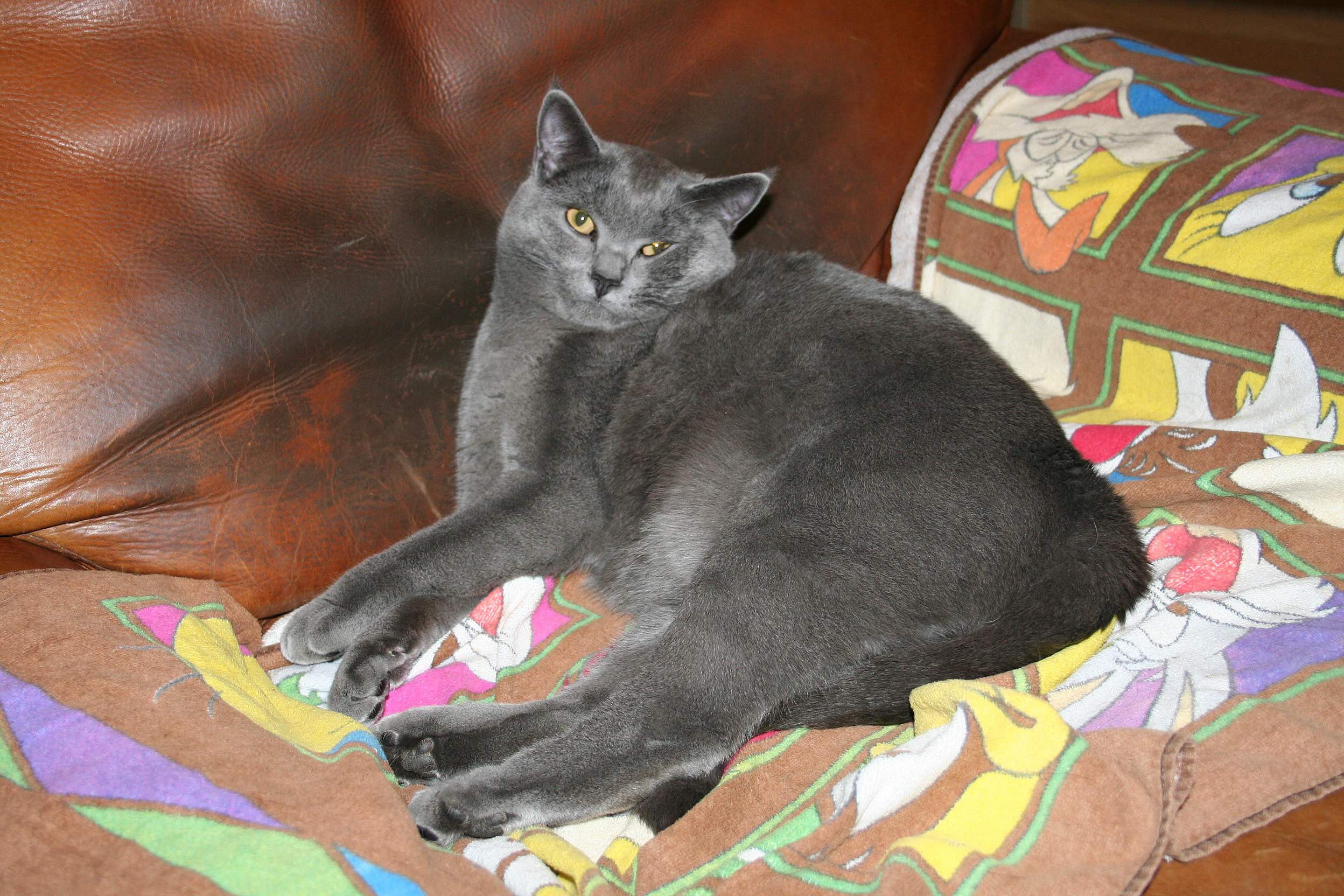
Blaue Katze – Genotyp aa durch Dilute-Gen aufgehellt
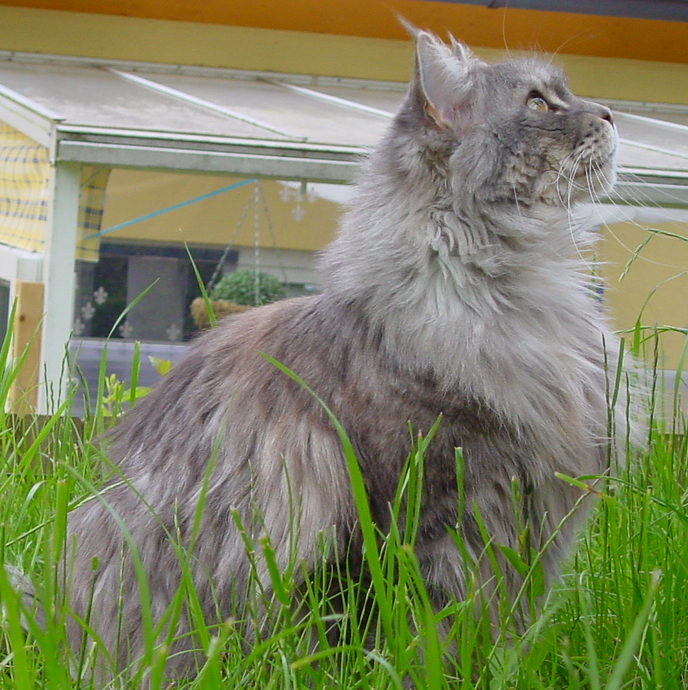
Maine-Coon-Katze – Genotyp AA oder Aa durch Dilute-Gen aufgehellt

## Gene, die die Grundfarben aufhellen

### Albinoserie

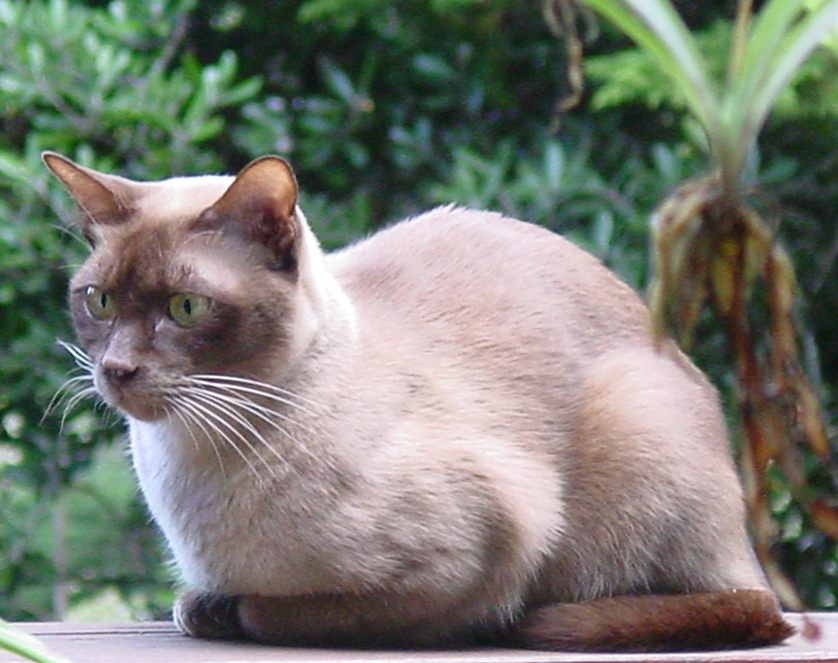
Burma-Katze – Braun mit Pointzeichnung = Chocolatepoint (Genotyp bb)

In der Katzenzucht spielen vollständige Albinos (OCA1) ohne funktionsfähige Tyrosinase keine Rolle. Die Pointzeichnung einiger  Katzenrassen entsteht jedoch durch teilweisen Albinismus aufgrund einer hitzeempfindlichen Tyrosinase.

### Braunserie
Jede Katze trägt in ihrem Erbbild zwei Allele des Genortes B, die verantwortlich für die schwarze oder braune Fellfärbung der Katze sind. Mutationen des entsprechenden Gens beim Menschen verursachen Okulokutanen Albinismus vom Typ 3 (OCA3, oculo-cutan setzt sich zusammen aus: oculus=Auge, cutaneus=die Haut betreffend).
Bislang sind bei der Katze drei unterschiedliche Allele des Genortes B bedeutsam: Das dominante Allel B für Schwarz, das gleichzeitig dem Wildtyp entspricht, das Allel b für Kastanienbraun (Chocolate) und das Allel bl für Zimtfarben (Cinnamon). Eine schwarze Katze kann auch die Erbanlage für Braun (Chocolate) oder Zimtfarben (Cinnamon) verdeckt tragen, da diese beiden Farben durch ein rezessives Allel bewirkt werden und folglich durch das dominate Allel für die schwarze Fellfärbung überdeckt werden. Die Genkombination ist dann Bb oder Bbl. In äußerst seltenen Fällen kommt es durch einen Gendefekt während der Zellteilung zu einer doppelten Merkmalsanlage innerhalb eines Gens. So kann es schwarze Katzen geben, die gleichzeitig sowohl das Gen für Zimtfarben als auch das Gen für Braun tragen; Ein solch fehlerhaftes Gen bringt die Natur allerdings sehr selten hervor. Hierbei handelt es sich nicht um eine Neumutation, sondern lediglich um ein nicht korrektes Gen, welches durch einen fehlerhaften Bruchstückaustausch während der Meiose (Abschnitt innerhalb der Zellteilung) entstanden ist. Das Gen für schwarze oder braune Farbe wird autosomal (nicht geschlechtsgebunden) vererbt. Sogenannte Braun-Tabbies haben die Grundfarbe Schwarz, die genetische Farbe zeigt sich an den dunklen Teilen der Fellzeichnung.
Die Farben Braun und Zimtfarben sind bei verschiedenen Katzenrassen (etwa Maine Coon, Norwegische Waldkatze, Sibirische Katze) nicht zugelassen und gelten als Hinweis auf eine unerwünschte Einkreuzung.

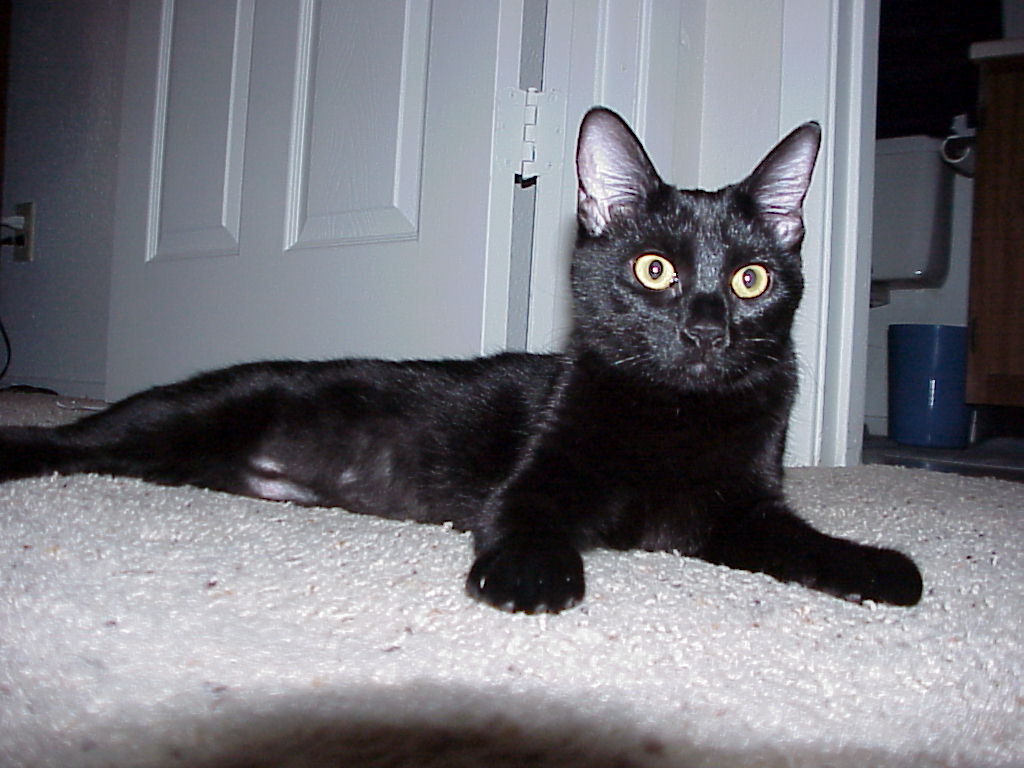
Schwarze Katze
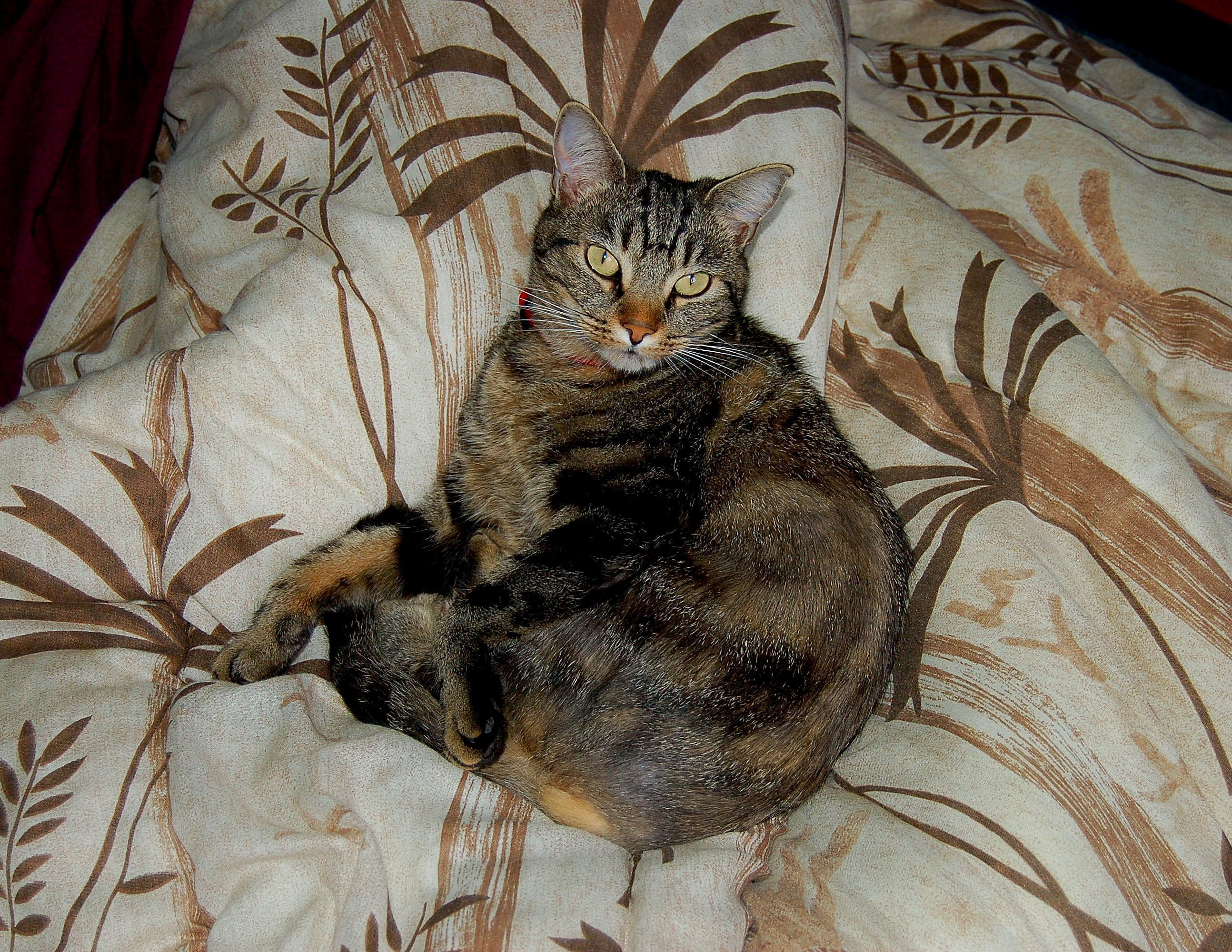
Europäisch Kurzhaar Braun-Tabby
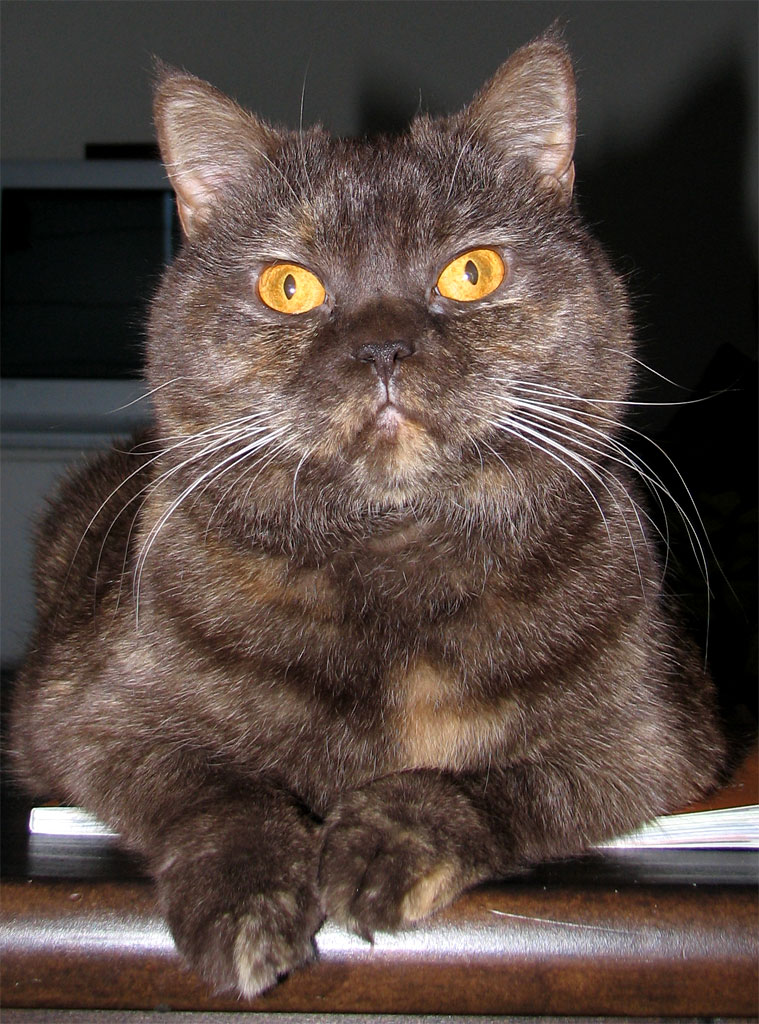
Britisch Kurzhaar Chocolate-Schildpatt (Genotyp b-Oo)
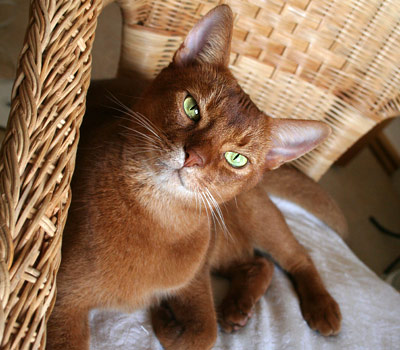
Zimtfarben getickte (sorrel) Katze (Genotyp blbl)

### Verdünnung und Karamellisierung
Zwei weitere Gene beeinflussen die Farbe weiter: Das Verdünnungs- oder Dilute-Gen (d) und das Gen für modifizierte Verdünnung oder Karamellisierung (Dm). Diese beiden Gene dürfen von der dominanten „Nicht-Verdünnung“ (D) nicht überlagert sein, wenn sie ihre Wirkung zeigen sollen. Das Gen für die modifizierte Verdünnung hat höchstwahrscheinlich einen eigenen Genort. Die „Wildform“ ist dabei (als eine der Ausnahmen) rezessiv gegenüber der modifizierten Form. Die Verdünnungen schwächen die Farbintensität weiter ab, sodass aus Schwarz zunächst Blau und dann Karamell wird. In der Fachsprache ist eine Katze niemals grau, sondern stets blau.
Der Karamellfaktor Dm ist bei verschiedenen Katzenrassen (z. B. Maine Coon oder Norwegische Waldkatze) nicht zugelassen und gilt als Hinweis auf eine unerwünschte Einkreuzung.

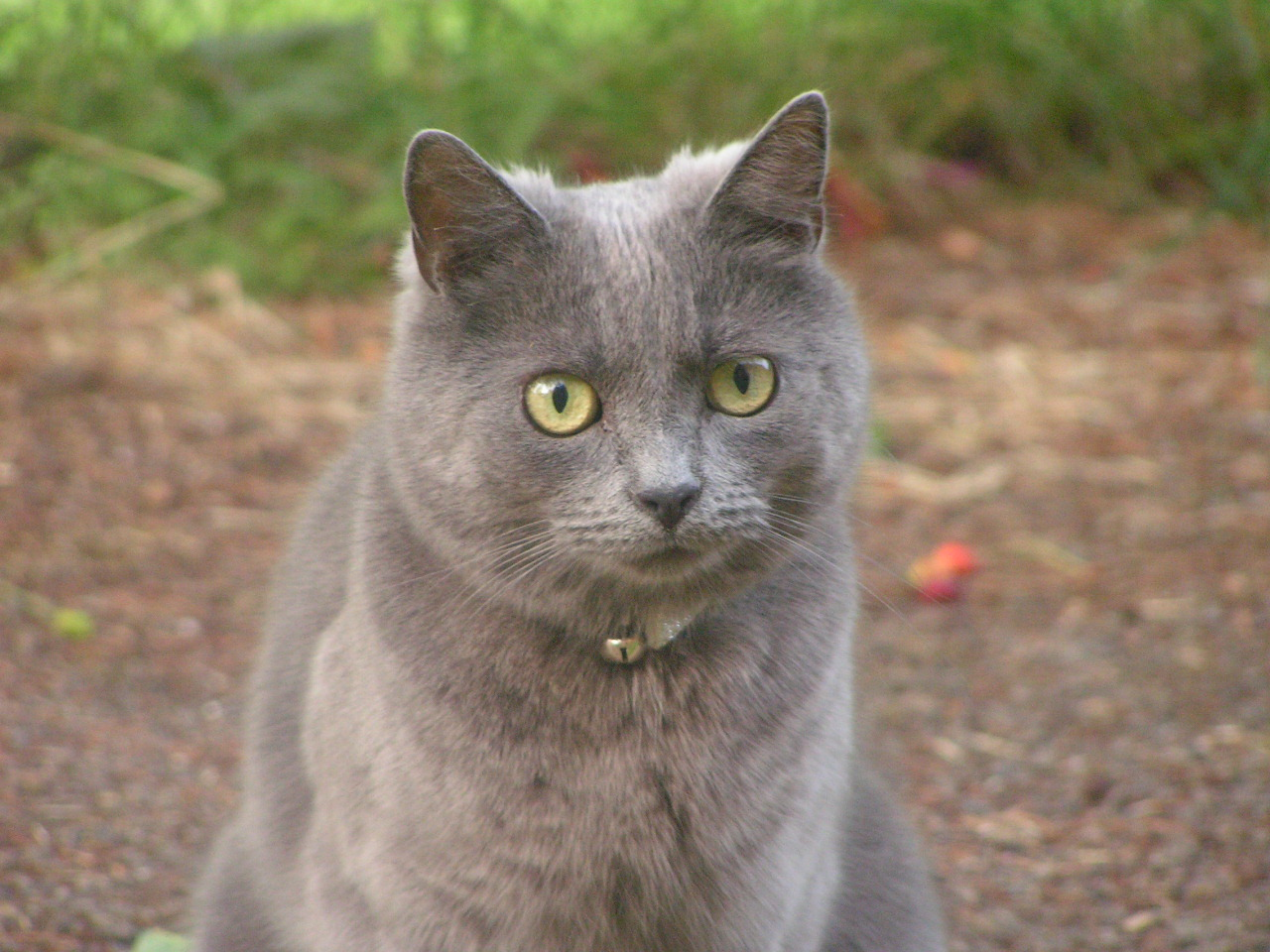
Blaue Katze
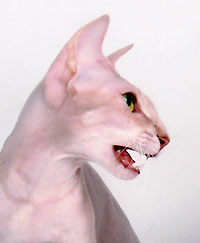
Peterbaldkatze (die Anlage für Braun ist durch Verdünnung zu Lilac aufgehellt)
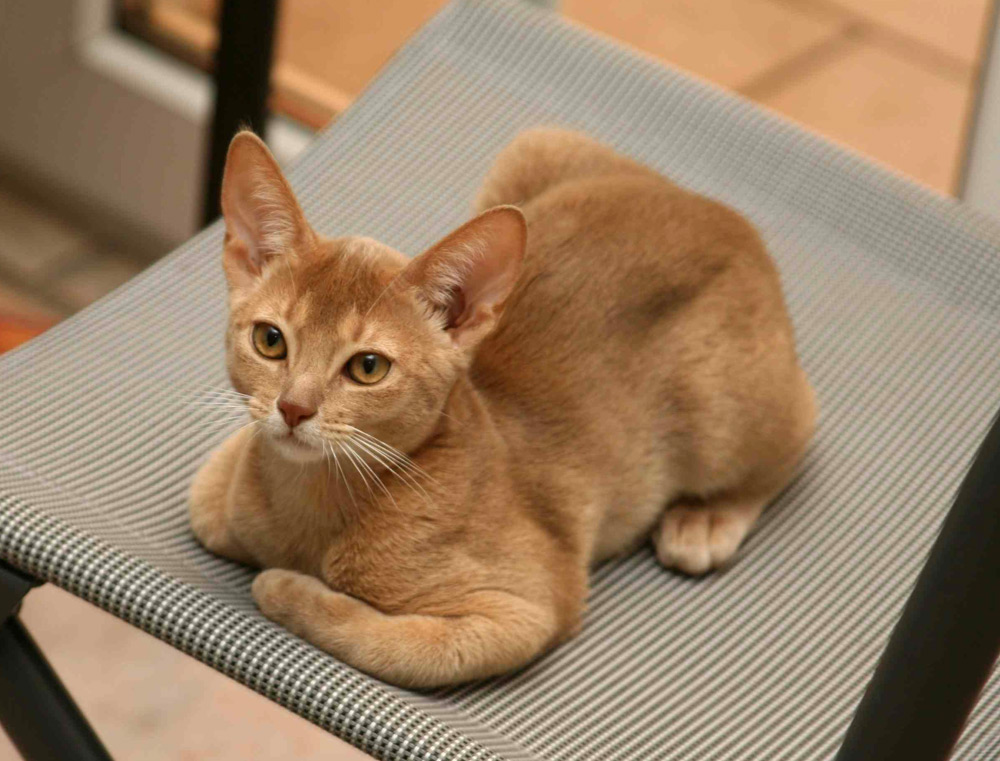
Fawnfarbene Abessinierkatze
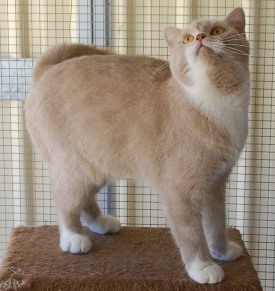
Rehfarbene Britisch Kurzhaar

### Amber

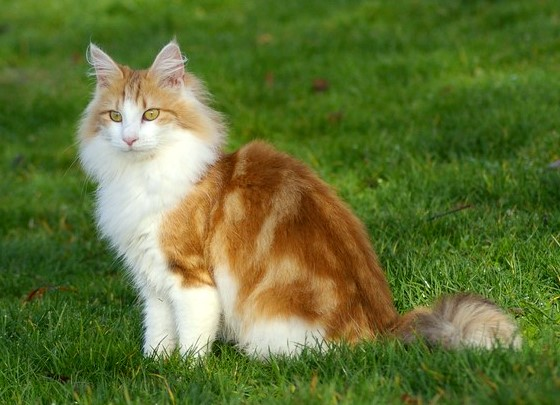
Norwegische Waldkatze, Amber gestromt mit Weiß

Bei der Norwegischen Waldkatze wird das Schwarz durch ein anderes Gen, das den provisorischen Namen Bm (Black Modifier) erhielt, zu Amber (mit Verdünnung: Light Amber; Amber: englisch für Bernstein) aufgehellt. Amberfarbene Katzen erscheinen bei der Geburt schwarz und werden dann im Laufe des ersten Lebensjahrs immer heller, bis sie zimtfarben erscheinen. An der Schwanzspitze bleibt die dunklere Farbe erhalten. Durch Testpaarungen konnte gesichert werden, dass das Gen für Amber nicht zu einer der folgenden Serien gehört: Schwarzserie (B), Albinoserie (Colouration, C), Verdünnung (Dilute, D, Dm), Inhibitorserie (I) und Goldserie (Wb). Wie Amber mit den anderen Allelen der Schwarzserie als Schwarz (B) zusammenwirkt, ist bis jetzt (2007) unerforscht, da diese Allele bei der norwegischen Waldkatze nicht vorkommen. In den Jahren 2007 und 2008 identifizierte Marc Peterschmitt (Frankreich) in seiner Doktorarbeit über Norwegische Waldkatzen in den Farben Amber bzw. Amber-tabby diese Genmutation als eigenständiges Gen. Es befindet sich auf dem für die Katze erstmals entdeckten Extension-Locus. Der Extension-Locus ist seit Jahren bei anderen Tierarten mit ähnlichen Wirkungen bekannt; er führt beim Menschen zu rotem Haar, bei Pferden zu Füchsen und bei Hunderassen wie dem Golden Retriever und dem Setter zu rehfarbenem Fell.
Analog zu den dort verwendeten Gencodes bietet sich die Terminologie E/e für die Ausprägung der Amber-Farbe an, wobei E (dominantes Allel) verantwortlich für die Wildfarbe ist, wie sie auch beim Genotyp Ee äußerlich in Erscheinung tritt und e (rezessives Allel) als ee verantwortlich wird für die äußerlich sichtbare Amber-Färbung.
Inzwischen sind kommerzielle Tests verfügbar, um insbesondere bei schwierig zu identifizierenden Amber-Varianten wie Light-amber-non-agouti Gewissheit über die genetische Farbveranlagung zu erlangen.

## Rot

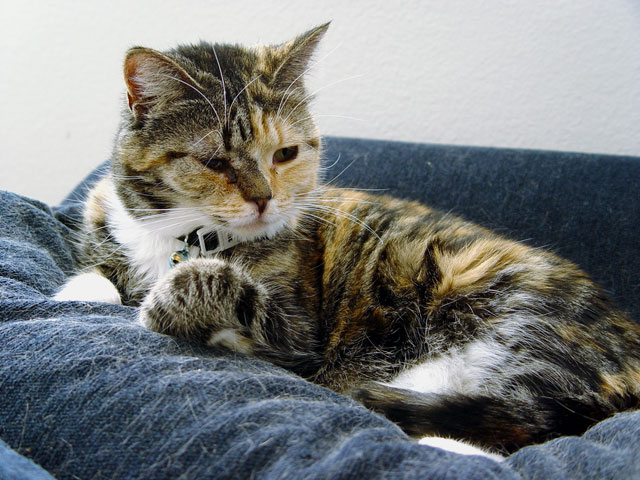
Getigerte Schildpattkatze
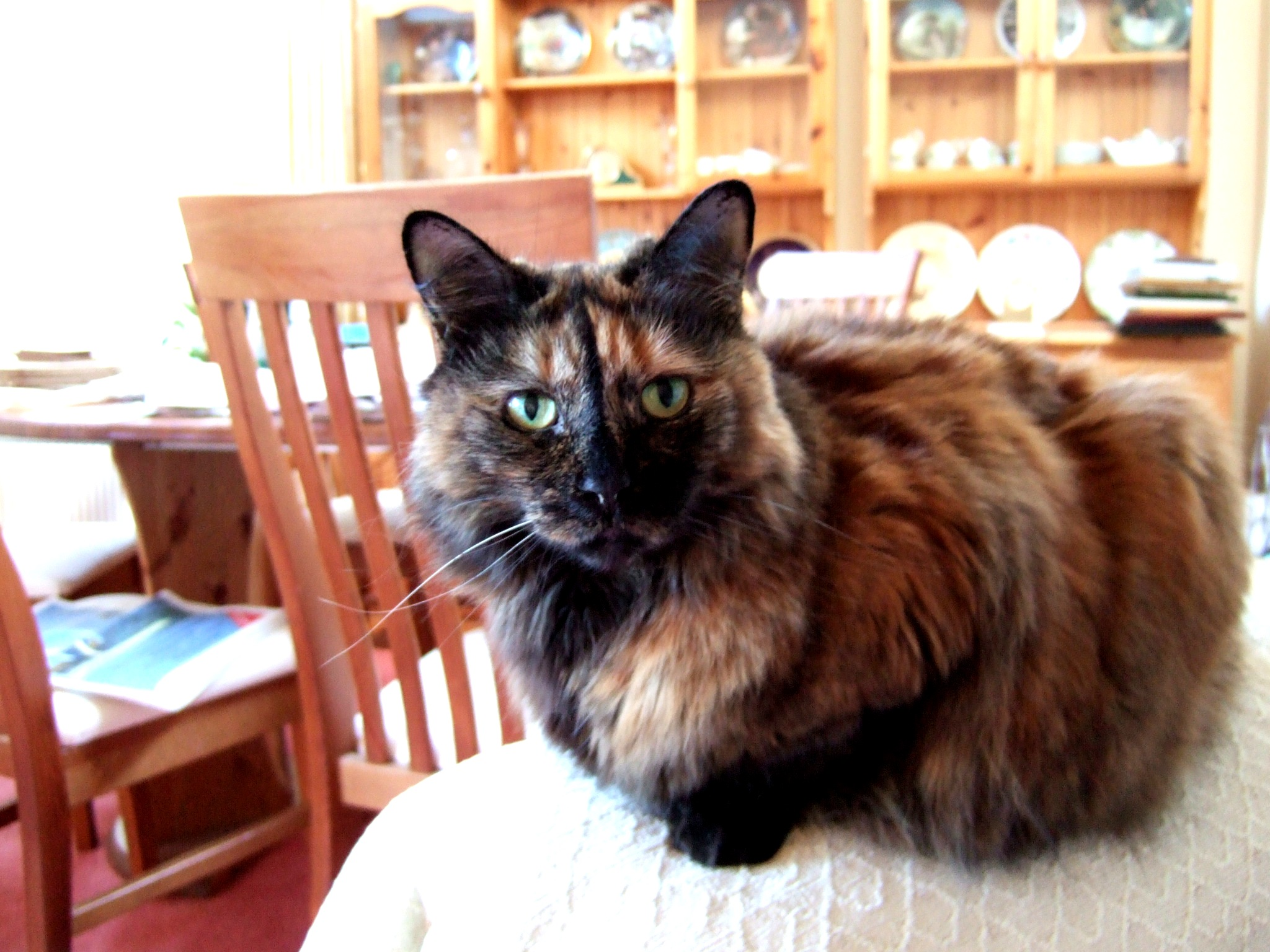
Schwarz-rote Schildpattkatze
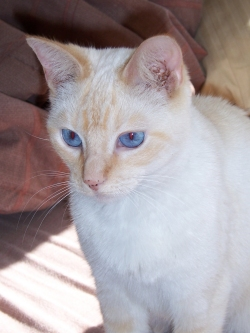
Siamkatze Redpoint
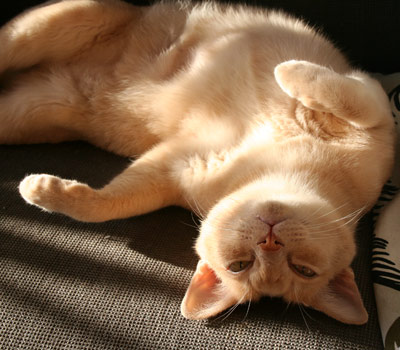
Burmakatze (Rot durch Verdünnung zu Creme aufgehellt)
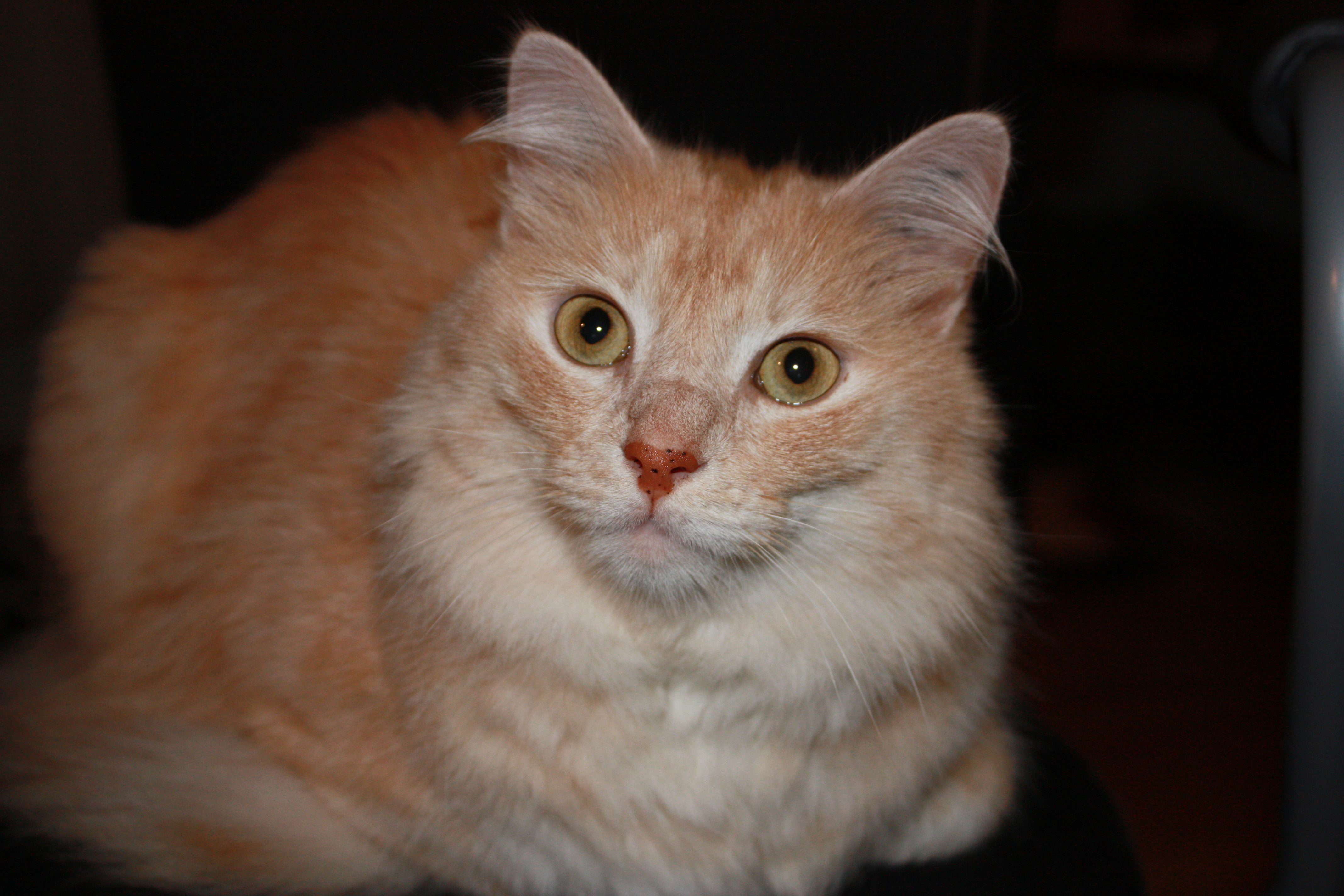
Türkisch Angora in Red-silver-tabby
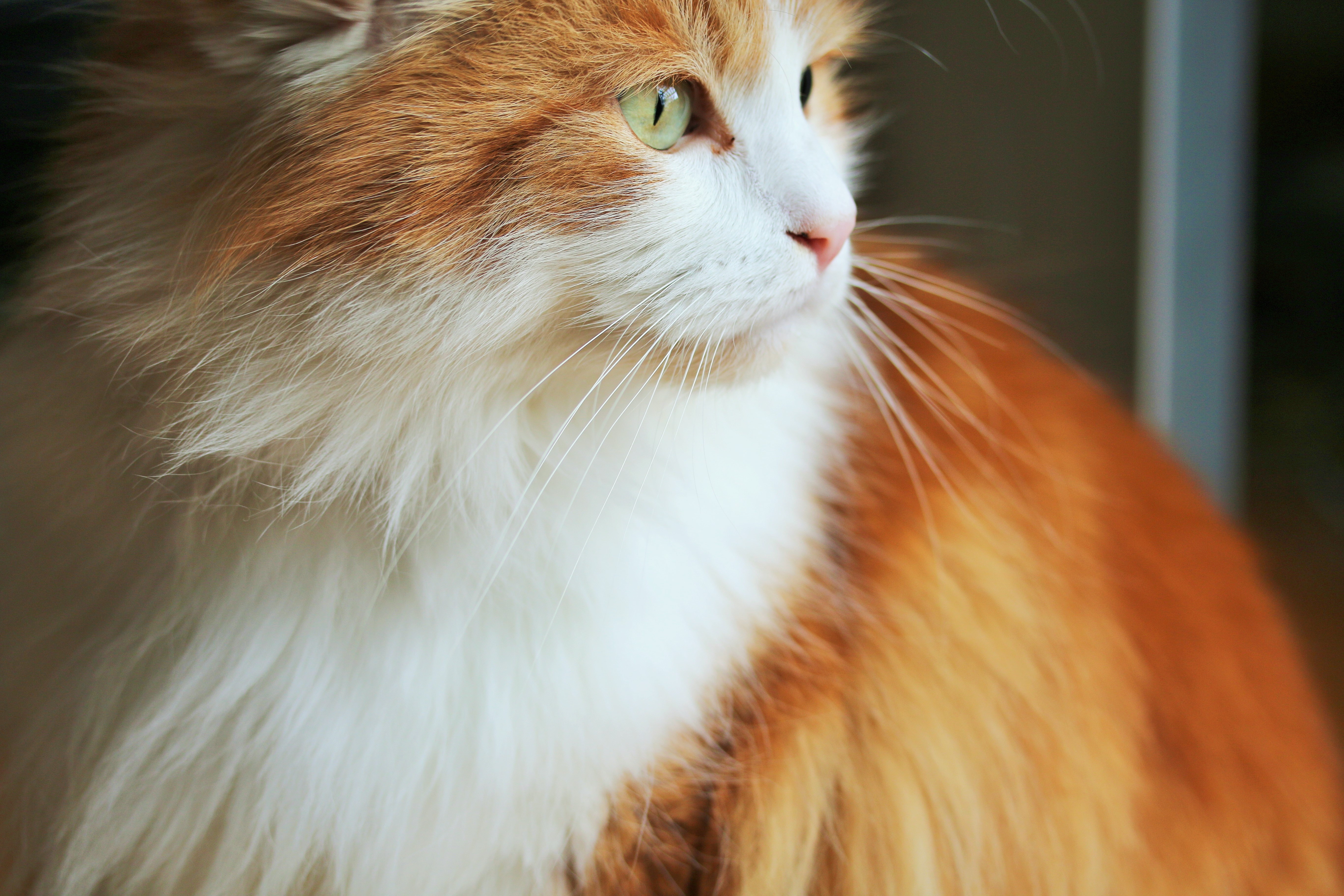
Langhaarkatze, rot mit weiß

Das Gen für rote Farbe liegt auf dem X-Chromosom und tritt in zwei Allelen O (Rot) und o (Nicht-Rot) auf. Kater haben, da sie nur ein X-Chromosom besitzen, auch nur ein Allel des Gens. Wenn es sich hierbei um das Gen o für Nicht-Rot handelt, sind sie, je nachdem welche Variante des Agoutilocus vorliegt, einfarbig oder tabby (gemustert: gestreift, getickt oder getupft). Besitzen sie das Allel O für Rot, sind sie unabhängig davon, welches Allel auf dem Agoutilocus vorliegt, tabby. Es gibt also keine einfarbig roten Katzen. Dabei sind die Bereiche, die bei einer Tabby-Katze schwarz wären, orange und die helleren Bereiche entsprechend heller orange-rosa.
Weibliche Katzen haben zwei X-Chromosomen. Deshalb kann es vorkommen, dass sie beide Allele besitzen, also Oo. Von diesen beiden Genen wird jeweils eines durch X-Inaktivierung inaktiviert, wodurch rote und nicht rote Fellbereiche entstehen (kodominanter Erbgang). Katzen mit diesem Muster nennt man Schildpattkatzen. In Einzelfällen treten Schildpattkater mit zwei X-Chromosomen auf (z. B. Klinefelter-Syndrom, XX-Kater). Aufgrund der geschlechtsgebundenen intermediären Vererbung der roten Farbe gilt, dass rote Kätzinnen rote oder cremefarbene Väter haben müssen und schwarze Kätzinnen schwarze Väter haben (das schließt alle durch die Schwarzserie bestimmten Farben ein, z. B. Blau oder Schokoladenbraun).
Rot wird zu Creme und Apricot verdünnt. Rote Hauskatzen erscheinen optisch meist leuchtend orange; die kräftige Rotfärbung der Katzen einiger Rassen ist auf weitere Gene, die die Rotfärbung verstärken (Rufismus), zurückzuführen.

## Weiß

### Vollständig weiße Katzen

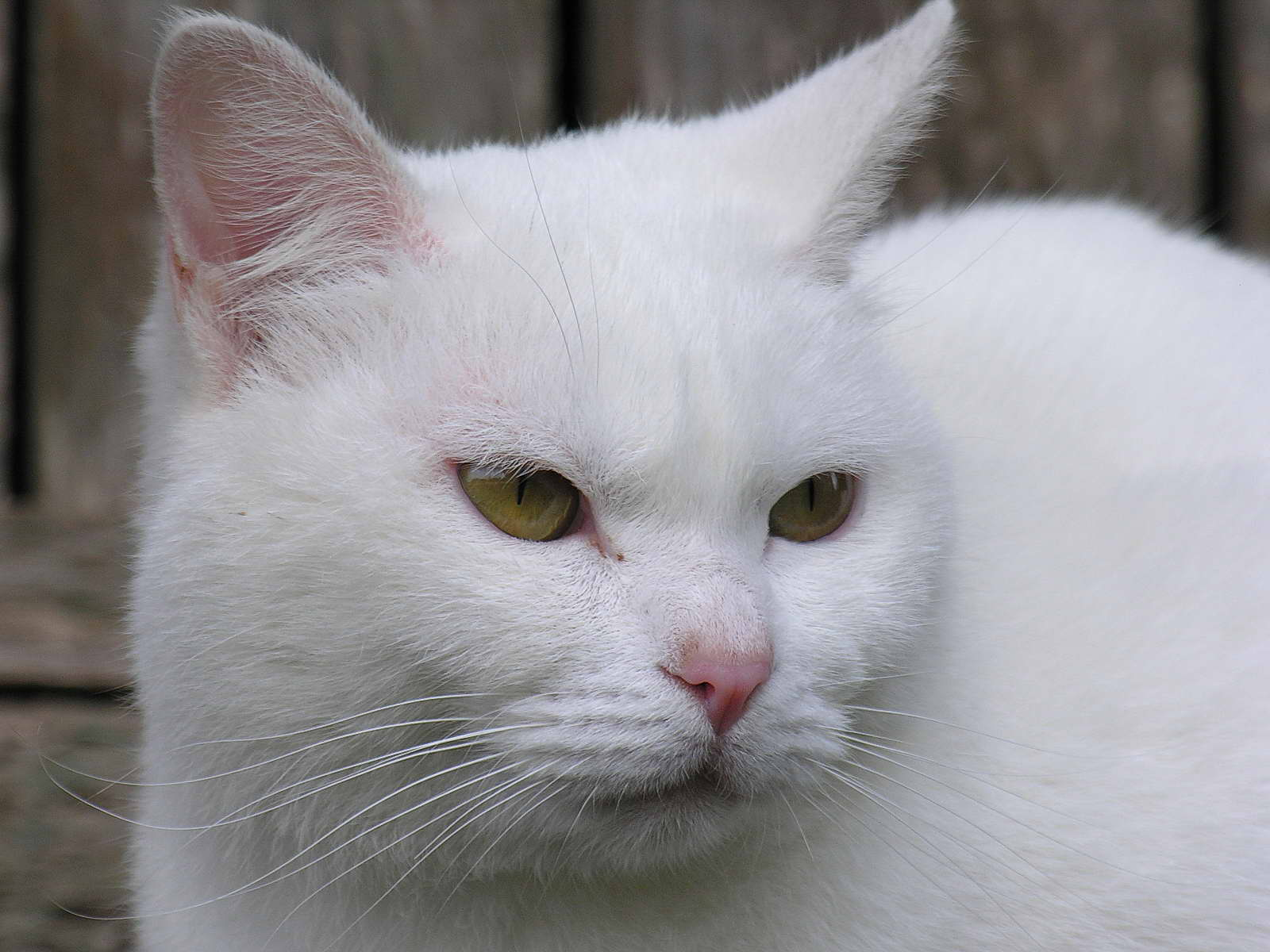
Weiße Katze
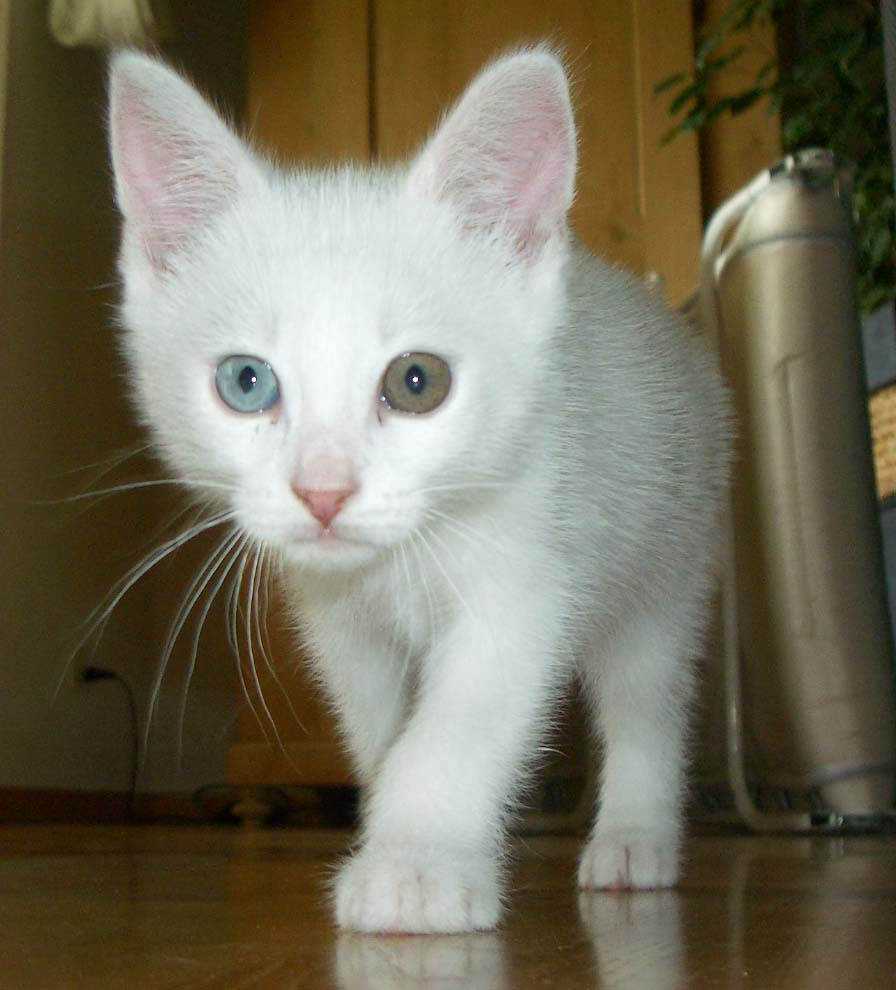
Weiße Katze mit Iris-Heterochromie
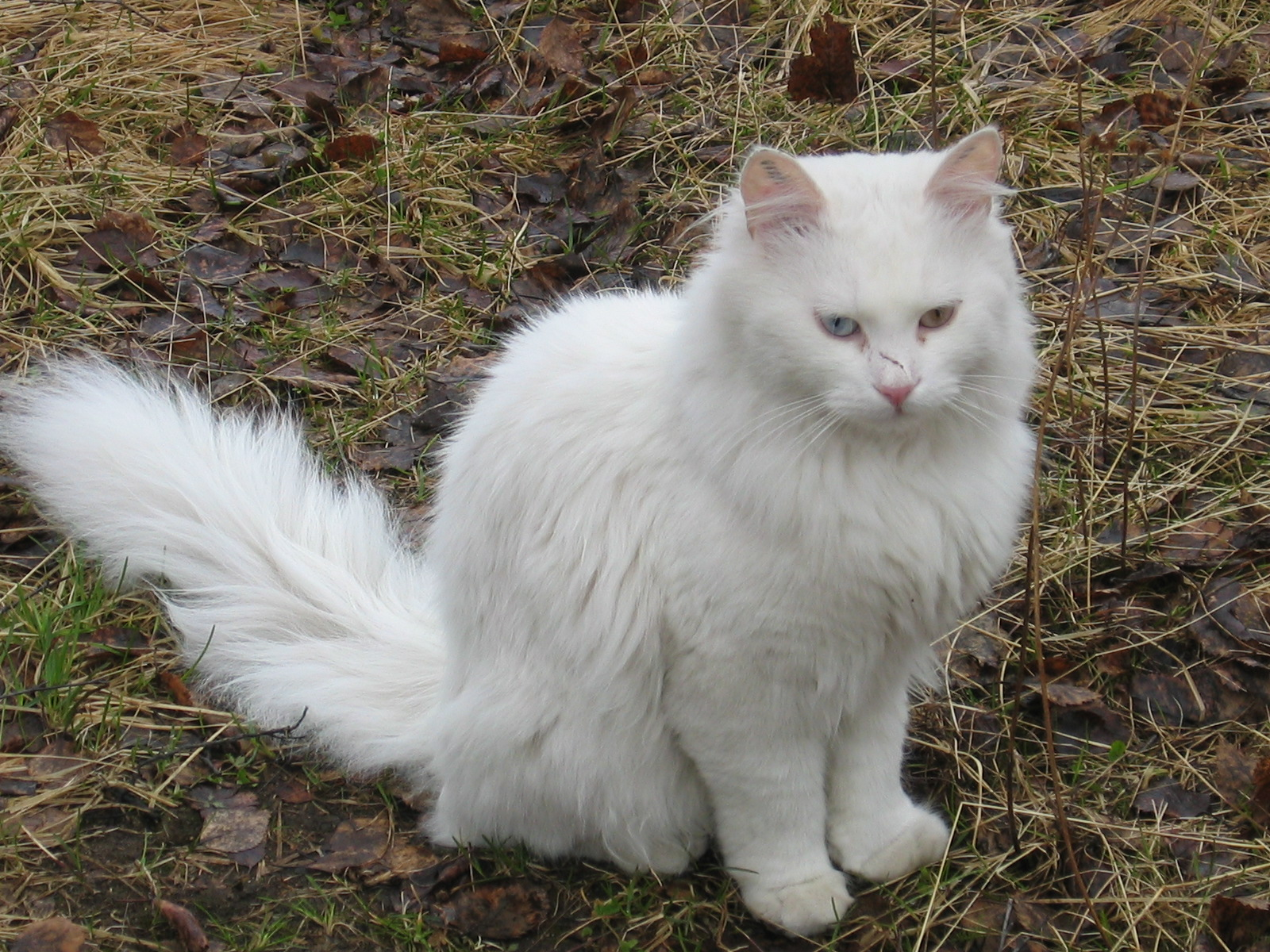
Langhaarige weiße Katze
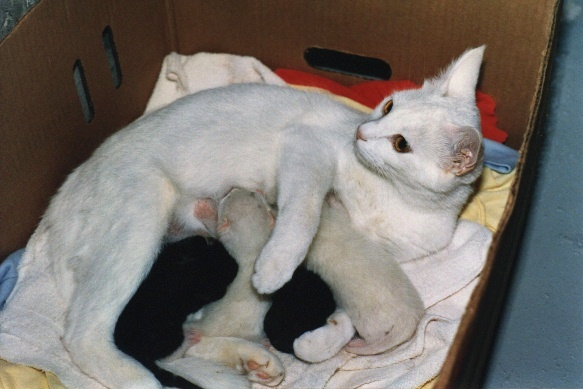
Mischerbige weiße Katze mit Jungen

Weiße Katzen sind in aller Regel keine Albinos, sondern zeichnen sich durch Leuzismus aus: Die Melanozyten, Hautzellen, die für die Fellfarbe verantwortlich sind, fehlen dann. Das entsprechende Gen hat die Allele W (Weißfärbung, dominant) und w (keine Weißfärbung, rezessiv). Das Gen für Weißfärbung bewirkt, dass die Katze ganz weiß ist. Katzen mit diesem Gen können blaue, hellbraune oder Augen in zwei unterschiedlichen Farben haben. Nicht nur bei blauäugigen Katzen ist Weißfärbung oft mit angeborener Taubheit verbunden. Außerdem treten bei ihnen ein Sehdefekt sowie oftmals Gleichgewichtsstörungen auf.

### Katzen mit Weiß
Die meisten Katzen haben jedoch eine der oben beschriebenen Farben und einen mehr oder weniger großen Anteil an Weiß. Dies wird durch das dominante Scheckungsgen S bestimmt. Der Anteil der weißen Farbe ist dabei sehr variabel und geht von einem weißen Medaillon auf der Brust bis hin zu einer fast rein weißen Katze, die kaum noch eine andere Farbe zeigt, wie bei der Türkisch Van.
Die weißen Handschuhe der Birma-Katze vererben sich unvollständig dominant und werden nicht durch das vorgenannte Scheckungsgen verursacht. Der Genort, der als „Gloves“-Gen (G, dominant) bezeichnet wird, ist inzwischen als c-Kit-Locus identifiziert worden.
Dreifarbige Katzen (Schildpatt mit Weiß) werden als Glückskatze bezeichnet und sind meistens weiblich. Kater in dieser Färbung sind unfruchtbar.

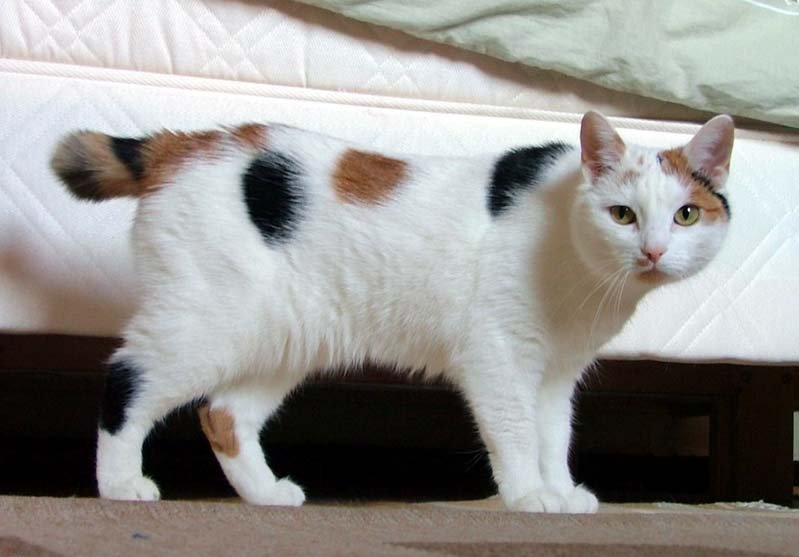
Dreifarbige Katze, die rote, schwarze und weiße Fellbereiche zeigt (Schildpatt mit Weiß)
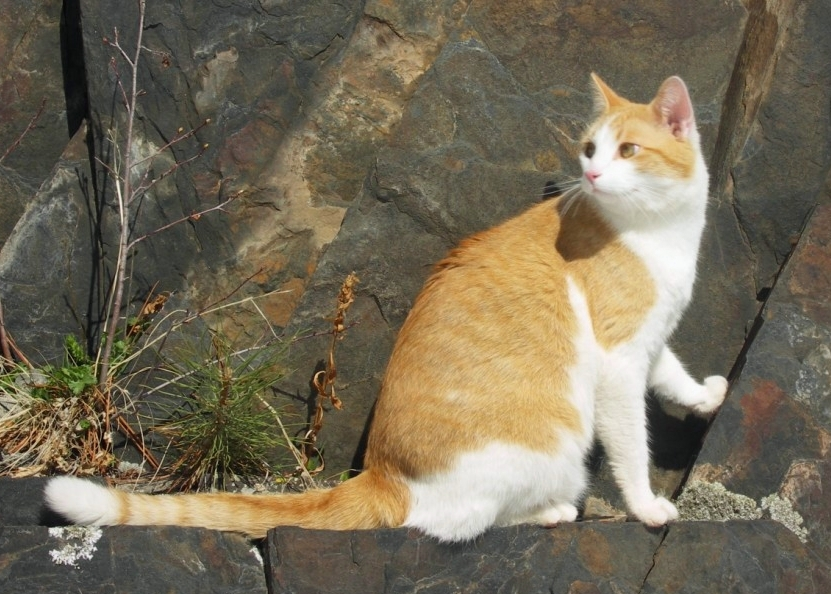
Rote Katze mit Scheckung
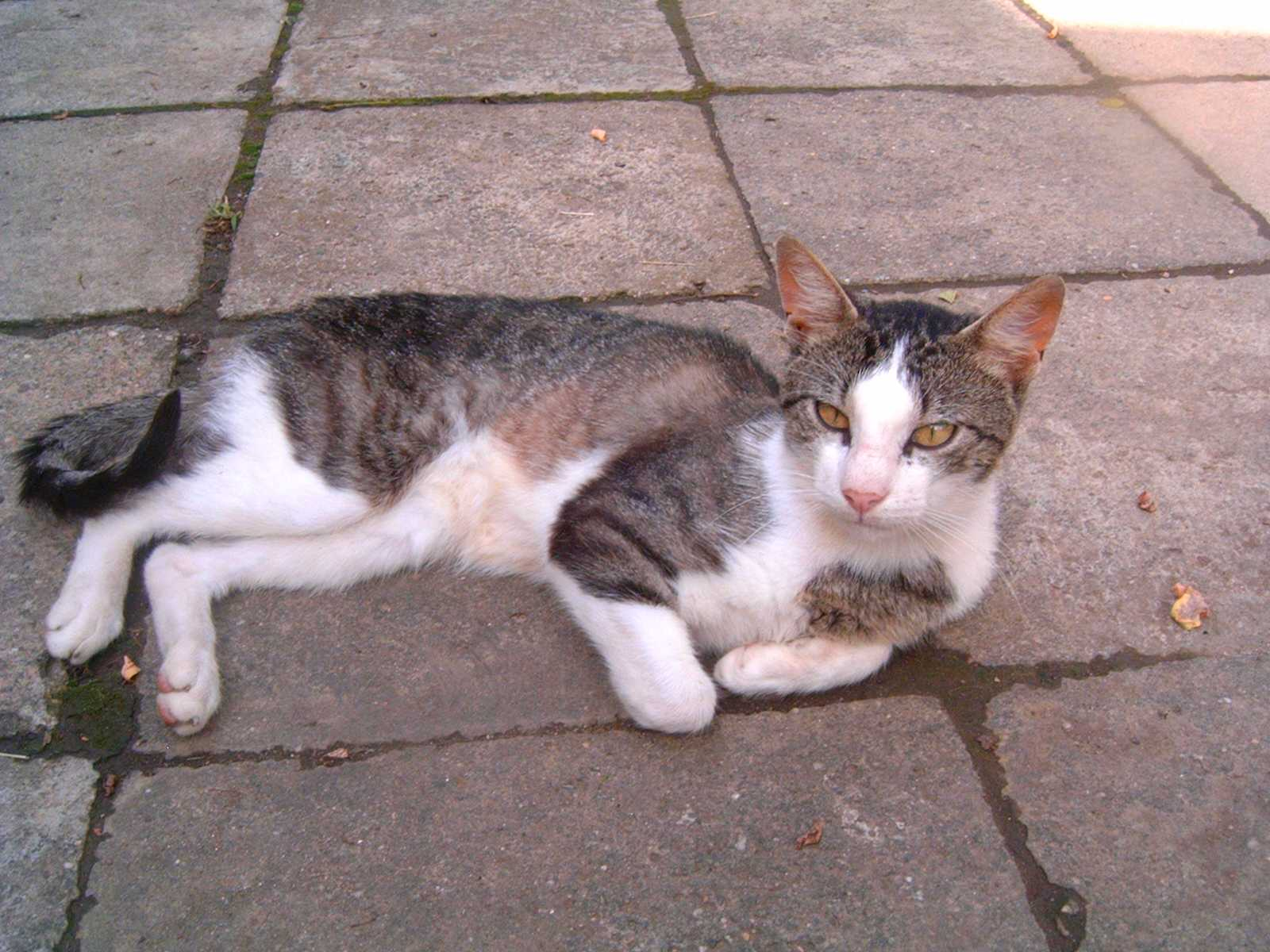
Gestromte Katze mit Scheckung
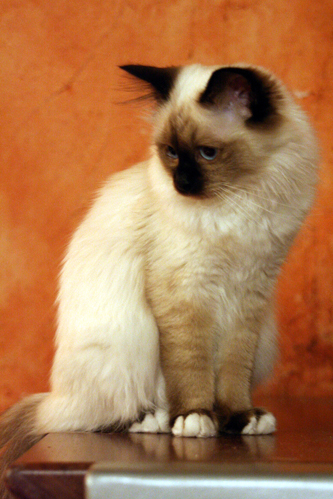
Heilige Birma sealpoint
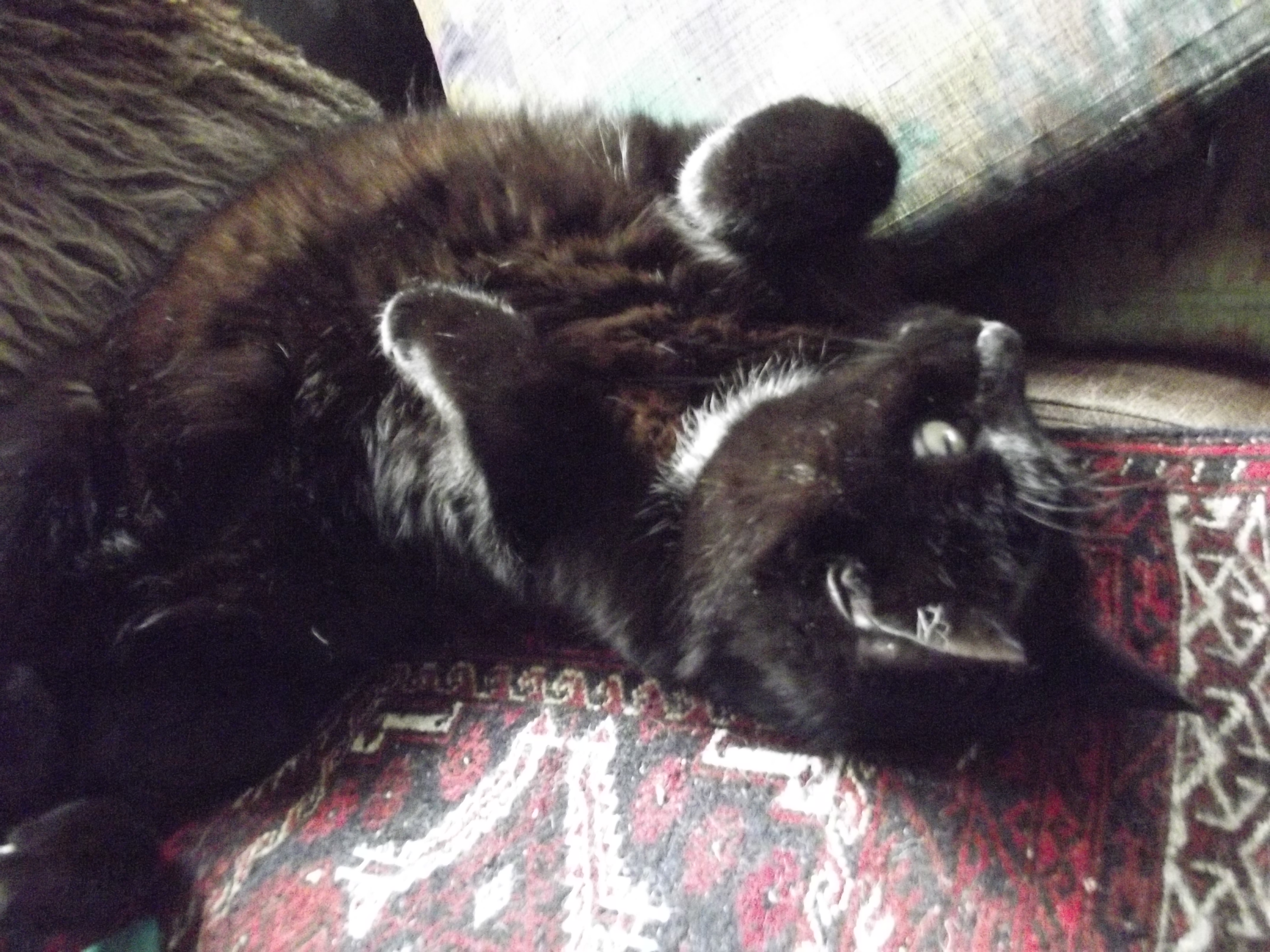
Kater mit weißem Fleck am Hals
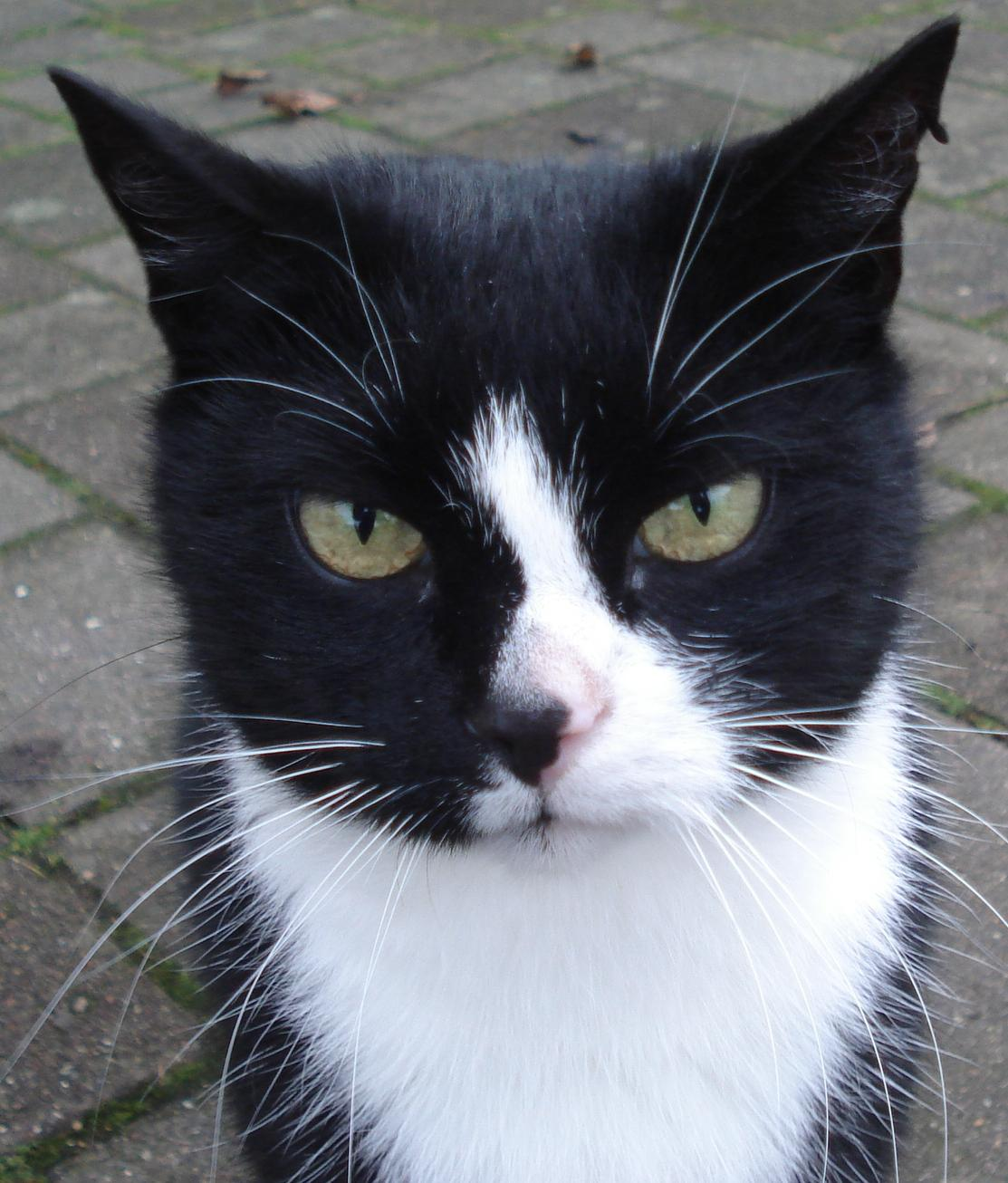
Schwarz-weiße Katze – deutlich erkennbar ist der über die Nase verlaufende Wechsel der Fell- und damit auch der Hautfarbe

## Zweifarbige Haare
Bei einer weiteren Gruppe von Fellfarben sind die einzelnen Haare selbst zweifarbig. In der Katzenzucht kommen Farben vor, bei denen die Haarspitzen dunkel sind und die Haarschäfte weiß. Haare mit weißen Spitzen und eingefärbten Schäften können auch vorkommen. Je nach Länge der eingefärbten Spitze unterscheidet man Chinchilla (Shell), Schattiert (Shaded) und Smoke oder Silber-Tabby (ohne oder mit Zeichnung), wobei der dunkle Anteil von Chinchilla zu Smoke/Silber-Tabby zunimmt. Verantwortlich für die teilweise Entfärbung der Haare ist das Inhibitorgen. Die mutierte Form I ist dominant und verantwortlich für zweifarbige Haare, der Wildtyp i ist rezessiv und verantwortlich für durchgefärbte Haare.
Ist die Grundfarbe der Katze Rot, spricht man teilweise auch von „Cameo“, wobei sich in diesem Fall Länge der eingefärbten Spitzen wieder mit den Bezeichnungen Shell Cameo oder Shaded Cameo findet.

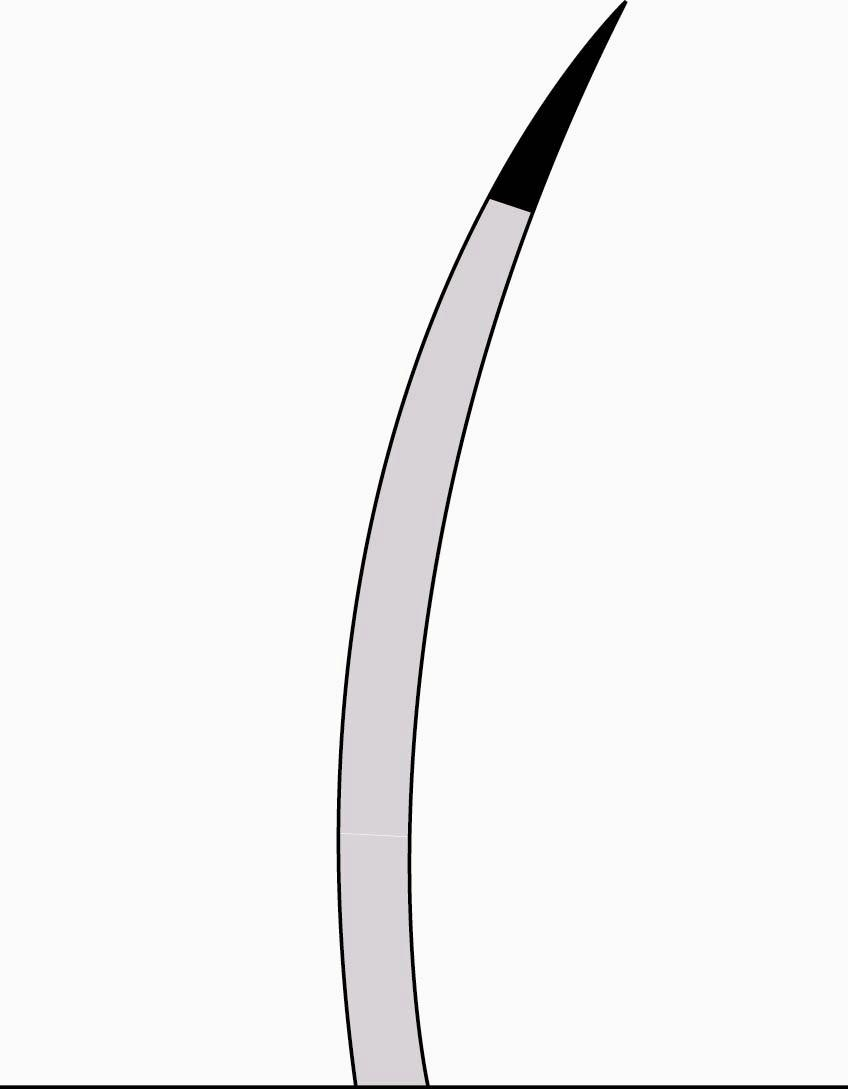
Haarfärbung bei Chinchilla (Shell)
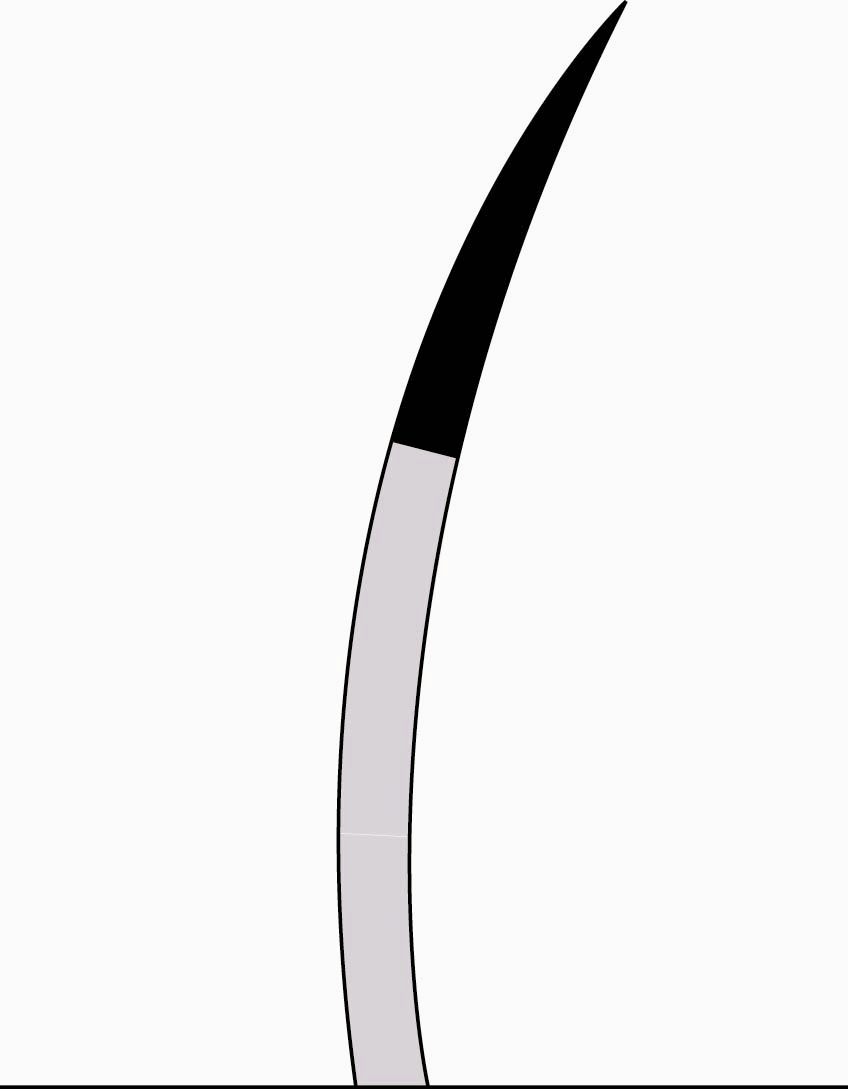
Haarfärbung bei Schattierung (Shaded)
Haarfärbung bei Rauchfarbe (Smoke)

### Chinchilla (Shell)
Das oberste Achtel des Haares ist eingefärbt, der Rest weiß. Sind die Haarspitzen schwarz, heißt die Farbe „Chinchilla“. Bei anderer Grundfarbe wird die Farbbezeichnung vor das Wort Chinchilla gesetzt, z. B. Blau-chinchilla (blue shell). Chinchilla-Perser werden bei einigen Verbänden als eigene Rasse geführt. Auch die Burmilla ist eine Katzenrasse, die es unter anderem in der Shell-Variante gibt.

### Silber Schattiert (Silver Shaded)
Ungefähr ein Fünftel der Haarspitze ist pigmentiert. Sind die Haarspitzen schwarz, spricht man von silber-schattiert (silver shaded). Sollte die Haarspitze nicht schwarz, sondern zum Beispiel blau, lilac oder rot pigmentiert sein, fügt man diese Farbe vor oder zwischen „silver“ oder „shaded“. Also blau-silber schattiert („blue silver shaded“ oder „silver blue shaded“). Bekannte Katzen, die Schattierung aufweisen sind unter anderem Silver Shaded Perser, oder die Burmilla.

### Rauchfarben oder Silbermoor (Smoke)
Smoke-Katzen (auch rauchfarbene Katzen genannt) sehen in Ruhe völlig einfarbig aus und zeigen ihre Unterfarbe nur, wenn sie sich bewegen. Mehr als die Hälfte des Haares ist eingefärbt und nur die Haarbasis ist weiß. Bei roten Katzen spricht man von „Cameo Smoke“, bei schwarzen manchmal von „Ebony Smoke“.

### Silber-Tabby
Bei Silber-Tabbys sind die helleren Tabby-Bereiche deutlich weißer als bei nicht-silbernen Tieren. Das erhöht den Kontrast der Tabby-Zeichnung ganz erheblich, wodurch die Zeichnung viel deutlicher sichtbar wird. Die Einfärbung der Haare entspricht der bei Smoke-Katzen.

### Zinnfarben (Pewter)
Eine zinnfarbene Perserkatze ist silber-schattiert, hat jedoch goldgelbe oder kupferfarbene Augen. Sie ist meist mischerbig für das Inhibitorgen I. Bei den silber-schattierten Perserkatzen sind grüne Augen Standard.

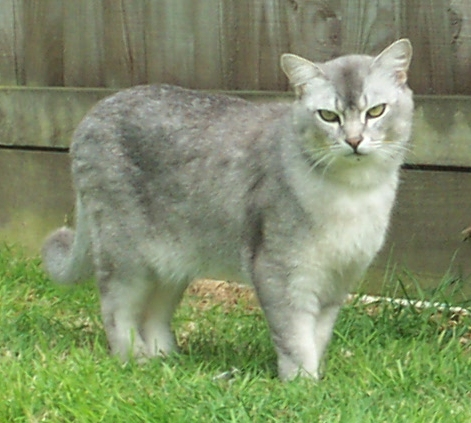
Burmilla-Kater
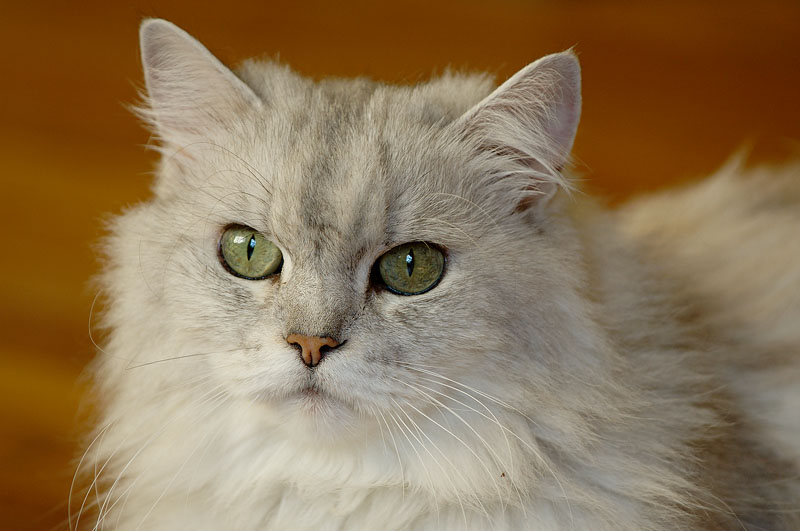
Chinchilla-Katze
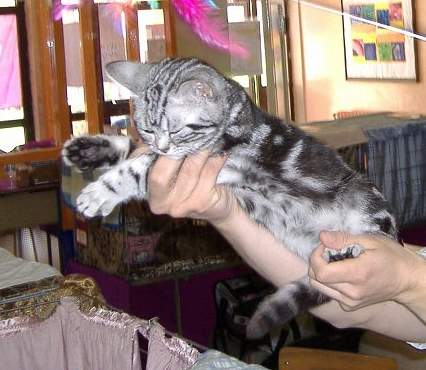
Britisch Kurzhaar, Silber-Tabby
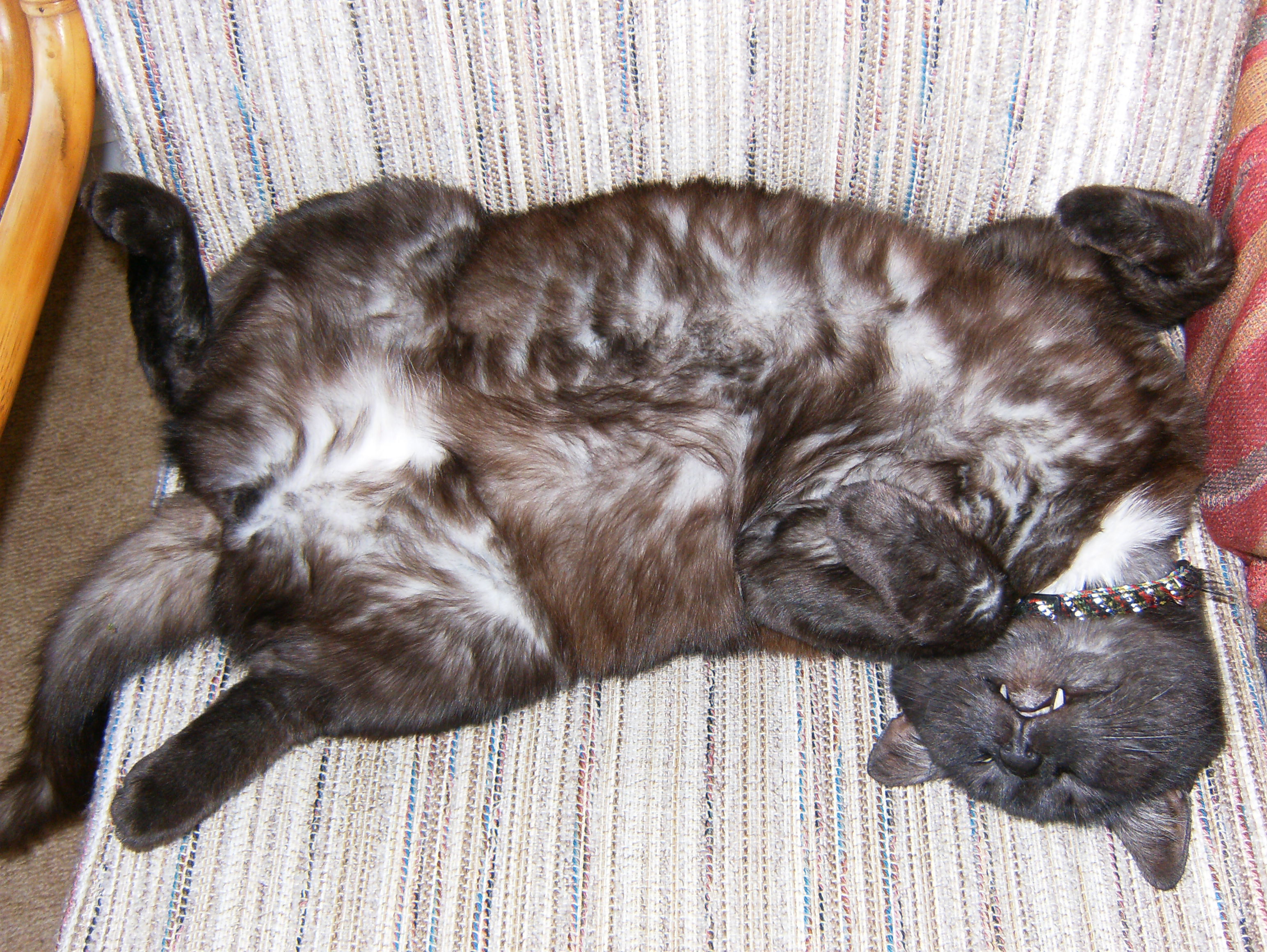
Rauchfarbene Katze mit Weiß

### Gold (Golden)
Bei goldenen Katzen sind die Haarschäfte beige gefärbt und die Haarspitzen schwarz.
Goldene Katzen werden als Shell, Shaded, Golden Tabby und Golden shaded point gezüchtet.
Auffällig ist, dass der Nasenspiegel fleischfarben und wenig oder gar nicht umrandet ist, obwohl es agouti-Katzen sind. Goldfarbene Katzen werden mit mehr oder weniger schwarzer Zeichnung geboren, die bei der erwachsenen Katze zu einem rötlichen Farbton verblasst. An der Schwanzspitze bleiben schwarze Haarspitzen erhalten. Die Ausprägung des goldenen Fells zeigt eine große Bandbreite von leutendem Gold bis zu blass-beige, so dass manche Katzen gar nicht als genetisch golden erkannt werden. Die Genetik und Vererbung der Goldfärbung ist bisher nicht erforscht. Vieles deutet auf einen rezessiven Erbgang hin. Die Farbe Gold wurde zuerst bei Perserkatzen gezüchtet. Später kamen Britisch Kurzhaar und Britisch Langhaar dazu. Seit einigen Jahren wird auch die Sibirische Katze im Farbschlag Golden gezüchtet.

## Weitere Farben
In diesem Abschnitt sind weitere Farben beschrieben, die in der aktuellen Katzenzucht keine Bedeutung haben.

### Barrington Braun
Hierbei handelt es sich um eine rezessiv vererbte Braunfärbung, die nicht durch die bekannten Gene der Schwarzserie hervorgerufen wird. Sie trat in den 1960er Jahren in einer Katzenkolonie in Barrington, Illinois auf. Nach Ende der wissenschaftlichen Untersuchungen wurde die Katzenkolonie 1969 aufgelöst.

### Russett
Russett ist eine Mutation, die 2007 bei in Neuseeland gezüchteten Burma-Katzen auftrat. Ähnlich wie bei der Fellfarbe Amber verändern sich Sepiafarben im Laufe von etwa zwei Jahren in Rot. Der Farbwandel verläuft langsamer als bei Amber. Eine Deletion von 3 Basenpaaren im MC1R-Gen (Extension-Locus) ist für diese Farbvariante verantwortlich.